# Córdoba (Argentinien)

Stadtwappen

Córdoba ist mit 1,5 Millionen Einwohnern nach Buenos Aires die zweitgrößte Stadt Argentiniens. Sie liegt etwas nördlich des geografischen Zentrums des Landes, ist Hauptstadt der Provinz Córdoba, größte Stadt der Región Centro sowie industrielles und kulturelles Zentrum Zentralargentiniens mit einer der bedeutendsten Universitäten des Landes, der 1613 gegründeten Universidad Nacional de Córdoba. Wegen vieler Bauten aus der Kolonialzeit wird sie auch von zahlreichen Touristen besucht.
Die Stadt befindet sich im Übergangsgebiet zwischen den Gebirgszügen der Sierras de Córdoba im Westen und einer geografisch zwischen Pampa und Chaco aufgeteilten Ebene im Osten, die eines der produktivsten Landwirtschaftsgebiete Argentiniens ist. Sie nimmt für einen weiten Teil des Umlandes sowie in Teilen auch für Nordwestargentinien die Funktion des wichtigsten Verkehrs- und Dienstleistungszentrums ein.
Der vollständige Name lautet Córdoba de la Nueva Andalucía (Córdoba von Neu-Andalusien) und wurde von der andalusischen Stadt Córdoba abgeleitet. Córdoba wird im Volksmund wegen der Universitäten und anderen Lehrinstitute auch als La Docta („die Gelehrte“) bezeichnet, ebenfalls als ciudad de las campanas („Stadt der Glocken“) wegen der vielen Kirchen. In der Gegenwart wird sie von den Bewohnern der Provinz und besonders der Vororte oft nur Capital (Hauptstadt) genannt.

## Geographie

Lage von Córdoba.
1. Argentinien
2. Provinz Córdoba
3. Stadt Córdoba

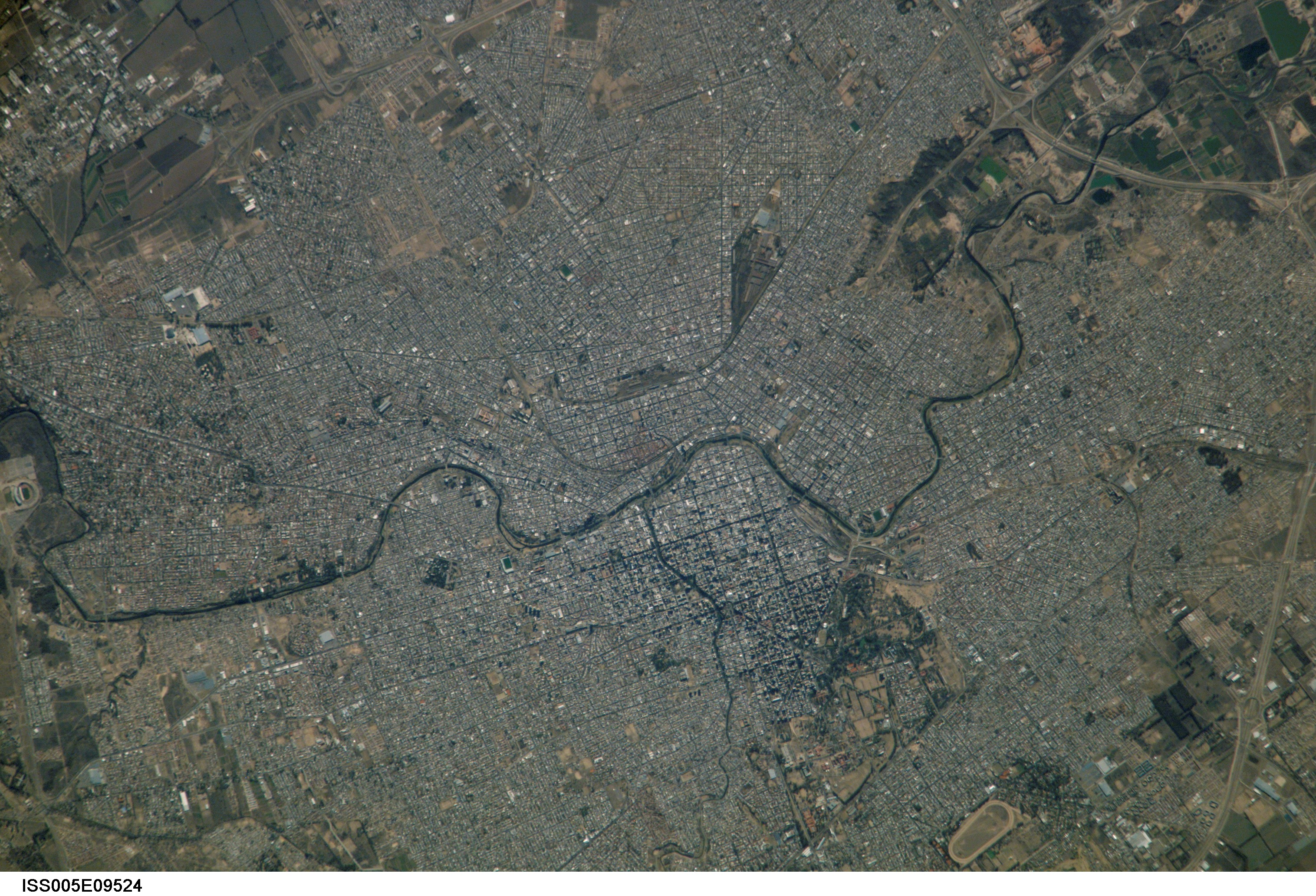
Satellitenbild

Flächennutzung im Stadtgebiet: gelb: Industrie, hellgrün: bebautes Gebiet, grün: für Landwirtschaft reserviert, rot: öffentliche und militärische Einrichtungen

Córdoba liegt im Tal des in Ost-West-Richtung verlaufenden Río Suquía (alternativ Río Primero), der im Stadtgebiet zahlreiche Kehren schlägt und das Zentrum am Südufer vom sogenannten Oberen Córdoba (Alta Córdoba) im Norden abgrenzt. Westlich des Zentrums mündet der einzige andere Wasserlauf von Bedeutung, der heute weitgehend kanalisierte Bach Arroyo de La Cañada, in den Suquía.
Die Umgebung von Córdoba gehört zum Schnittraum zweier Großlandschaften: den Sierras de Córdoba als östlichste Bergkette der Sierras Pampeanas im Westen sowie der Ebenen des Espinal im Osten, einem Übergangsgebiet zwischen Pampa und Gran Chaco. Das Stadtgebiet selbst ist wellig. Der tiefste Punkt liegt mit 352 m über dem Meeresspiegel am Schnittpunkt des Río Suquía mit der Ostgrenze der Stadt, der höchste Punkt mit 544 m im äußersten Südwesten des Stadtgebiets.
Das Zentrum und die Stadtviertel nahe dem Río Suquía liegen in einem bis zu vier Kilometer breiten Talkessel wenige Meter über der Flusshöhe, die weiter entfernten Gebiete liegen auf einer leicht welligen Ebene 50 bis 150 Meter über diesem Niveau. Abgesehen von einigen niedrigen Hügeln im Nordwesten wie dem Cerro de las Rosas gibt es keine nennenswerten Erhebungen; was sich jedoch schon wenige Kilometer weiter westlich, in den Gebieten der Vororte Villa Allende, Mendiolaza, Unquillo, La Calera und Saldán ändert, wo die ersten Ausläufer der Sierras de Córdoba zu finden sind. Höchste Erhebung des Großraums Córdoba ist der Cerro Pan de Azúcar (Zuckerhut) (1.290 m) westlich von Unquillo.

### Natur und Umwelt
Die ursprüngliche Vegetation in der Umgebung von Córdoba war Trockenwald, der bis Mitte des 19. Jahrhunderts die gesamte Provinz Córdoba mit Ausnahme des äußersten Südostens bedeckte. Mit der landwirtschaftlichen Erschließung des Gebiets wurde diese Vegetation stark zurückgedrängt, sie ist heute nur noch in den Sierras de Córdoba sowie im Nordwesten der Provinz vorherrschend. Man spricht in diesem Kontext oft vom Vordringen der feuchten Pampa, da heute die Umgebung von Córdoba landschaftlich kaum noch von der Region der feuchten Pampa (z. B. Provinzen Buenos Aires und Santa Fe) zu unterscheiden ist. Ausnahme sind einige Gebiete im Nordwesten des Stadtgebietes, in dem noch Trockenwald zu finden ist; dieser steht seit 2009 als Reserva San Martín unter Naturschutz. Von den 562 km² des Stadtgebietes sind heute etwa 300 bebaut, 180 sind für landwirtschaftliche Aktivitäten reserviert. Der Rest verteilt sich auf ungenutzte Flächen und Parkanlagen.
Wie jede Großstadt hat auch Córdoba mit Umweltproblemen zu kämpfen. Im Zentrum und einigen Stadtvierteln ist die Luftverschmutzung hoch, auch wenn es wegen des relativ windigen Klimas kaum nennenswerten Smog gibt. Dennoch sorgt der Straßenverkehr trotz Modernisierung des Fuhrparks für hohe Luftschadstoffkonzentrationen an den Hauptverkehrsachsen, und in einigen Stadtvierteln gibt es besonders viele Krebsfälle, vermutlich durch die Nähe zu Feldern, auf denen Insektizide ausgebracht werden, sowie bis 2002 durch die Verwendung krebserregender Stoffe in Transformatoren des Stromnetzes. Auch die Wasserverschmutzung, vor allem des Río Suquía, stellt trotz mehrerer Kläranlagen immer noch ein großes Problem dar und mindert die Qualität des Trinkwassers in den unterhalb von Córdoba gelegenen Ortschaften.
Ein wachsendes Problem ist die Zersiedelung des Stadtraums vor allem an der nordwestlichen Peripherie sowie im Valle de Punilla westlich von Córdoba, wo weite Räume mit Wochenendhauskolonien, neuen Stadtvierteln und Country Clubs (geschlossene Wohnanlagen) zugebaut worden sind und der Bestand mehrerer Tierarten, wie etwa des noch vor kurzem weit verbreiteten Puma, in den letzten Jahrzehnten stark verringert wurde. Ein 15.000 Hektar großes Gebiet zwischen Córdoba, La Calera und Villa Carlos Paz, das vormals den Streitkräften gehörte und dessen Zukunft lange unklar war, wurde Anfang 2010 unter Naturschutz gestellt, um zu verhindern, dass die Stadt sich in diese wichtige Pufferzone ausdehnt. Ein ebenfalls mit dem Wachstum der Stadt verbundenes Problem ist die Flächenversiegelung durch die immer höhere Gebäudedichte und Ausdehnung des bebauten Gebietes, die den Wasserkreislauf in der Stadt behindert. Daher kommt es bei stärkeren Niederschlägen, insbesondere bei den im Sommer häufigen Gewittern, fast immer zu Überschwemmungen in zahlreichen Stadtvierteln. Diese negativen Auswirkungen werden durch den Ausbau der Kanalisationssysteme schrittweise gelindert.

### Nachbargemeinden und -departamentos

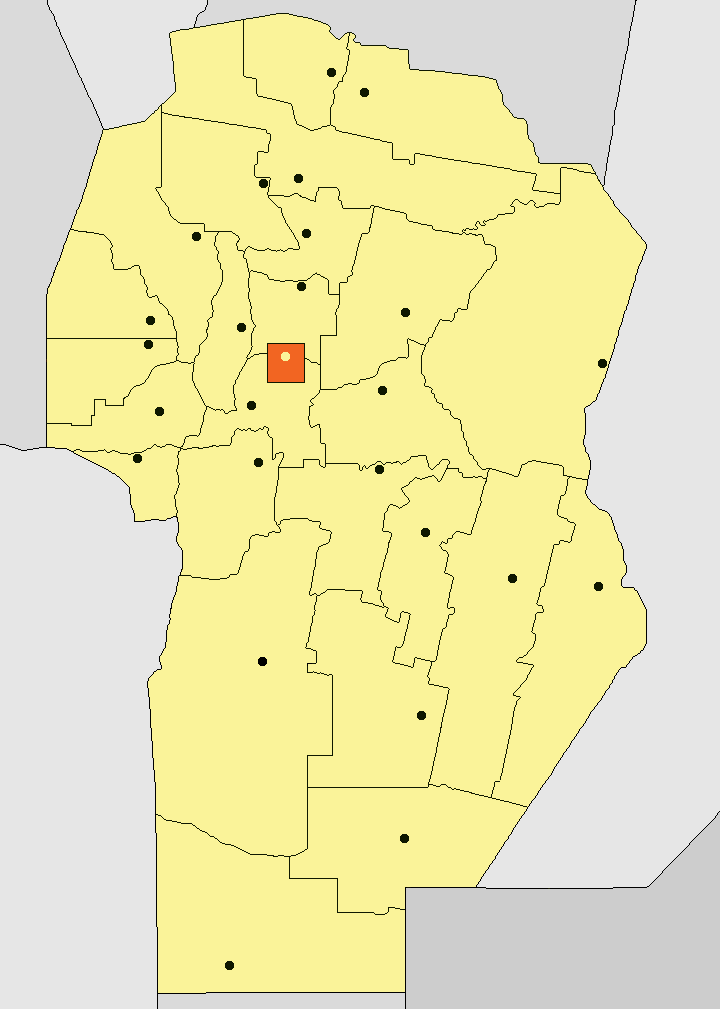
Das Departamento Capital (rot) und die weiteren Departamentos der Provinz Córdoba

Die Stadtgemeinde, der Municipio de Córdoba, umfasst das gesamte Departamento Capital („Hauptstadt-Departamento“, vergleichbar mit einem Stadtkreis), das die Form eines Quadrats mit 22 km Seitenlänge hat. Dieses Gebiet grenzt im Nordwesten, Norden und Nordosten an das Departamento Colón, in dem sich die größten Vororte der Stadt befinden, und im Südosten, Süden und Westen an Santa María.
Im Uhrzeigersinn grenzt die Stadt im dichtbesiedelten Norden an folgende Gemeinden (municipios und comunas) des Departamento Colón: im Nordwesten an La Calera, den ältesten und heute größten direkt angrenzenden Vorort, Dumesnil, Saldán, Villa Allende und Mendiolaza, allesamt wohlhabende Schlafstädte, im Norden an die Gemeinde Estación Juárez Celman mit der teilweise von informellen Siedlungen geprägten Ortschaft Villa Los Llanos – Güiñazú Norte sowie das ländlich geprägte Colonia Tirolesa und im Nordosten an den schnell wachsenden Arbeitervorort Malvinas Argentinas an der Ruta Nacional 19, der Verbindung nach Santa Fe. Mit den Gemeinden Saldán, Villa Allende und Estación Juárez Celman gibt es Differenzen über den genauen Grenzverlauf.
Im deutlich weniger dicht besiedelten Süden grenzen folgende Gemeinden des Departamento Santa María an Córdoba (im Uhrzeigersinn): die schnell wachsende Schlafstadt Toledo im Südosten an der Ruta Nacional 9, die kleinen Orte Lozada, Bouwer (Sitz des wichtigsten Gefängnisses) und Los Cedros im Süden sowie das von geschlossenen Wohnanlagen geprägte Malagueño an der Autobahn Córdoba – Villa Carlos Paz, das wegen der strategisch günstigen Lage ein schnelles Wachstum aufweist.

### Klima
Das Klima in der Stadt ist warmgemäßigt mit einer Durchschnittstemperatur von 17,6 °C im Jahr; die durchschnittlichen Tagesextreme liegen bei 24,5/10,6 °C und die Niederschlagsrate bei 678 Millimeter im Jahr.
Es gibt eine ausgeprägte Regenzeit im Sommer (November bis März) mit einem Maximum der Niederschläge im Dezember. Der Winter ist dagegen so trocken, dass im Spätwinter in einigen Vororten der Stadt häufig Wasserknappheit herrscht. Von der Art der Niederschläge überwiegen im Sommerhalbjahr Gewitterregen, während im Winterhalbjahr leichte Nieselregen dominieren und die Gewitteraktivität deutlich zurückgeht.
Charakteristisch sind das ganze Jahr über starke Temperaturschwankungen. Diese rühren zum einen aus der von Gebirgen relativ ungeschützten Lage der zentralargentinischen Region her, was dazu führt, dass sich sowohl tropische als auch polare Luftmassen je nach Wetterlage schnell großräumig ausbreiten können; dies geschieht in Form von Windsystemen wie dem Pampero (trockener Südwestwind), Sudestada (feuchter Südostwind) und Norte (feuchter Nordostwind). Zweitens ist der maritime Einfluss durch die relativ große Entfernung vom Atlantischen Ozean begrenzt, was weit höhere und niedrigere Extremtemperaturen als etwa in der Region um Buenos Aires zulässt; so liegt das absolute Maximum von Córdoba mit 45,6 °C deutlich über dem von Buenos Aires (37,8 °C) und nur wenig unter dem Wert des südamerikanischen Hitzepols (49,1 °C in Villa de María). Zum dritten prägen lokale Winde das Klima. Der bedeutendste ist der Zonda, ein dem Föhn vergleichbarer Fallwind, der von den Anden her vor allem im Spätwinter und Frühling für extrem niedrige Luftfeuchtigkeit und sehr hohe Schocktemperaturen teilweise über 40 °C sorgt, die oft nur wenige Stunden lang anhalten und dann wieder drastisch abfallen.
Besonders nachts ist die Temperatur im Talkessel des Zentrums bis zu 5 °C höher als in den höhergelegenen Außenbezirken. Wegen des angenehmeren, kühleren Klimas und der geringeren Luftverschmutzung liegen die reicheren Stadtviertel vornehmlich auf den Hügeln der Nordweststadt.
|                       | Jan   | Feb   | Mär   | Apr  | Mai  | Jun  | Jul  | Aug  | Sep  | Okt  | Nov   | Dez   |   |      |
| Mittl. Tagesmax. (°C) | 29,3  | 28,5  | 26,6  | 24,2 | 20,9 | 17,9 | 17,5 | 20,2 | 21,8 | 25,8 | 27,1  | 28,6  | ⌀ | 24   |
| Mittl. Tagesmin. (°C) | 17,4  | 16,7  | 15,0  | 11,7 | 8,1  | 4,6  | 4,0  | 6,0  | 7,8  | 11,8 | 14,6  | 16,9  | ⌀ | 11,2 |
|                       |       |       |       |      |      |      |      |      |      |      |       |       |   |      |
| Niederschlag (mm)     | 167,7 | 111,8 | 108,9 | 56,2 | 19,0 | 3,5  | 24,8 | 10,3 | 32,3 | 80,1 | 107,7 | 147,7 | Σ | 870  |
|                       |       |       |       |      |      |      |      |      |      |      |       |       |   |      |
| Sonnenstunden (h/d)   | 8,3   | 8,2   | 6,6   | 6,3  | 5,5  | 5,0  | 5,5  | 6,6  | 7,1  | 7,7  | 8,5   | 8,1   | ⌀ | 6,9  |
|                       |       |       |       |      |      |      |      |      |      |      |       |       |   |      |
| Regentage (d)         | 12    | 11    | 11    | 7    | 4    | 2    | 3    | 3    | 4    | 7    | 9     | 12    | Σ | 85   |
|                       |       |       |       |      |      |      |      |      |      |      |       |       |   |      |
| Luftfeuchtigkeit (%)  | 65    | 63    | 71    | 70   | 69   | 66   | 67   | 54   | 54   | 54   | 56    | 60    | ⌀ | 62,4 |

| 17,4 |

| 16,7 |

| 15,0 |

| 11,7 |

| 8,1 |

| 4,6 |

| 4,0 |

| 6,0 |

| 7,8 |

| 11,8 |

| 14,6 |

| 16,9 |

| 17,4 |

| 16,7 |

| 15,0 |

| 11,7 |

| 8,1 |

| 4,6 |

| 4,0 |

| 6,0 |

| 7,8 |

| 11,8 |

| 14,6 |

| 16,9 |

## Stadtgliederung

### CPC-Zonen
Die Stadt ist seit 1994 in zehn Zonen eingeteilt, die den sogenannten CPC (Centros de Participación Comunal – Kommunale Beteiligungs-Zentren) unterstehen. An den CPC können die Bürger der Stadt bis auf wenige Ausnahmen alle Formalitäten erfüllen. Die meisten CPC und ihre abhängigen Zonen sind nach den Stadtvierteln benannt, in denen sie stehen, jedoch nicht mit ihnen identisch. Andere CPCs wurden nach der Straße, in der sie sich befinden, oder einer markanten Einrichtung in der Nähe benannt.
| Nr. | CPC-Zone               | Gebiet     | Einwohnerzahl                              | Karte (dunkelgrau: bebautes Gebiet) |
| --- | ---------------------- | ---------- | ------------------------------------------ | ----------------------------------- |
| 1   | Centro América         | Norden     | 135.267 (Stand 2001, mit CPC-Zone Guiñazú) |                                     |
| 2   | Monseñor Pablo Cabrera | Norden     | 87.242                                     |                                     |
| 3   | Argüello               | Nordwesten | 137.730                                    |                                     |
| 4   | Avenida Colón          | Westen     | 105.702                                    |                                     |
| 5   | Ruta 20                | Südwesten  | 117.265                                    |                                     |
| 6   | Villa El Libertador    | Südwesten  | 127.668                                    |                                     |
| 7   | Empalme                | Südosten   | 210.154                                    |                                     |
| 8   | Pueyrredón             | Osten      | 69.805                                     |                                     |
| 9   | Rancagua               | Nordosten  | 80.298                                     |                                     |
| 10  | Mercado de la Ciudad   | Zentrum    | 130.632                                    |                                     |
| 11  | Guiñazú                | Norden     | ca. 14.000                                 |                                     |
|     |                        |            |                                            |                                     |

Das CPC Guiñazú entstand als letztes CPC im Jahr 2006 aus einem 1997 gegründeten Unter-CPC (SubCPC) des CPC Centro América. Die Einwohnerzahl des ihm unterstehenden Bezirks steht mangels Daten der Volkszählung 2010 noch nicht eindeutig fest. Ein SubCPC liegt weiterhin im Stadtviertel José Ignacio Díaz im Südosten der Stadt, um das große CPC Empalme zu entlasten.

### Stadtviertel
Córdoba ist außerdem in 401 Stadtviertel eingeteilt, von denen einige wiederum in verschiedene Sektionen unterteilt sind. Sieht man diese ebenfalls als eigenständige Viertel, so erhöht sich die Zahl auf 456. Die hohe Anzahl erklärt sich damit, dass größere Baugebiete an der Peripherie meist als neue Viertel gelten, deswegen erhöht sich deren Anzahl ständig. Viele dieser Stadtviertel haben nur wenige hundert Einwohner, nicht in dieser Zahl eingeschlossen sind dagegen die etwa 100 informellen Siedlungen (Villas Miserias).

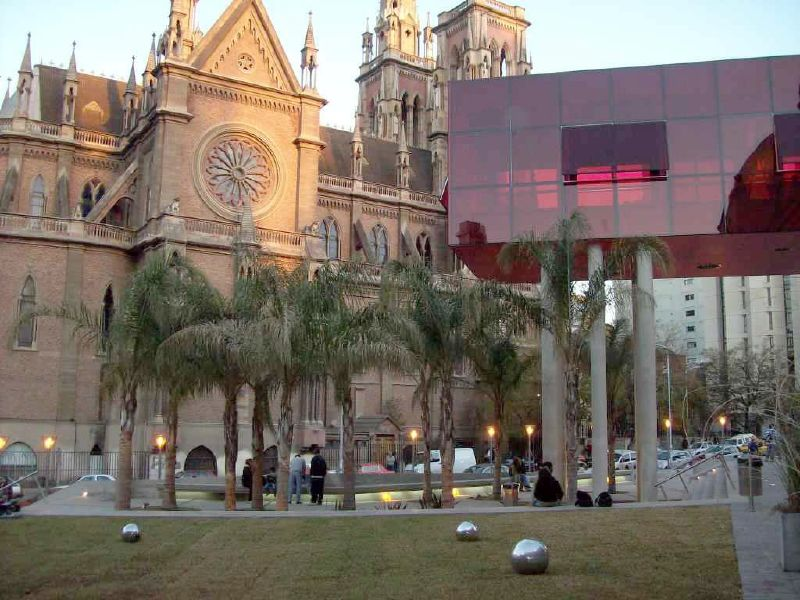
Nueva Córdoba mit der Kapuzinerkirche und dem Paseo del Buen Pastor

Südlich vom Zentrum liegt Nueva Córdoba, das Ende des 19. Jahrhunderts entstand und sich mit der Zeit von einem gutbürgerlichen Mittelklasseviertel zum bevorzugten Wohngebiet der Studierenden an der Universität Córdoba wandelte. Nueva Córdoba ist gemeinsam mit dem westlich anschließenden Barrio Güemes, das mit zahlreichen historischen Gebäuden den Charakter einer Altstadt hat, eines der Zentren des Nachtlebens und der Gastronomie der Stadt. Südlich schließt die Universitätsstadt (Ciudad Universitaria) mit dem Campus der Universidad Nacional de Córdoba an, die etwa fünf Quadratkilometer umfasst und parkähnlich gestaltet ist. Dahinter befinden sich die für argentinische Städte typischen Peripherie-Viertel.
Alberdi ist ein traditionelles Stadtviertel westlich des Zentrums, südlich des Río Suquía. Es erlangte besondere Berühmtheit beim Cordobazo-Aufstand 1969, als es gemeinsam mit dem südlich davon gelegenen Viertel Bella Vista das Zentrum der Unruhen und Demonstrationen war. Alberdi ist ein Studenten- und Arbeiterviertel mit einigen nachts recht gefährlichen Bereichen.
Alta Córdoba ist mit 34.828 Einwohnern (Stand 2009) eines der bevölkerungsreichsten Viertel. Es wurde 1881 am nördlichen Ufer des Río Suquía von Antonio Rodríguez del Busto und Ramón Marcos Juárez Carcano unter dem Namen Altos de Petaqueras errichtet und wird von zahlreichen Altbauten, Gastronomie und Kulturzentren geprägt. Am 2. November 2014 kam es dort zu einer folgenschweren Explosion in einer Chemiefabrik, bei dem ein Großteil des Stadtbezirks schwer beschädigt wurden. Bei der Detonation wurden durch den Austritt giftiger Gase rund 66 Personen verletzt.
Das östlich des Zentrums gelegene Viertel San Vicente ist ebenfalls von Altbauten geprägt und durch seinen traditionsreichen Karneval bekannt, der heute wegen des gestiegenen Publikumsinteresses im Park Parque Sarmiento südwestlich dieses Viertels stattfindet. Nördlich davon liegen mit General Paz und Juniors zwei weitere alte Stadtviertel, General Paz gilt als eines der Zentren der Gastronomie.
Der Cerro de las Rosas (span. für Rosenberg) und die angrenzenden Viertel Villa Belgrano und Argüello stammen aus dem 20. Jahrhundert und entwickelten sich zu den Szenevierteln der Oberklasse der Stadt. Cerro de las Rosas, meist nur mit Cerro bezeichnet, liegt auf einem Hügel im Nordwesten der Stadt acht Kilometer vom Zentrum entfernt und hat viele Restaurants und Diskotheken sowie ein eigenes Einkaufszentrum. Die ausgeprägte Identität dieses Viertels wird daran deutlich, dass dort eine eigene Boulevardzeitschrift (Las Rosas) herausgegeben wird. Die Gegend ist von Villen und größeren Einfamilienhäusern mit weitläufigen Grundstücken sowie seit den 2010er Jahren auch Hochhäusern geprägt.

### Ballungsraum Gran Córdoba

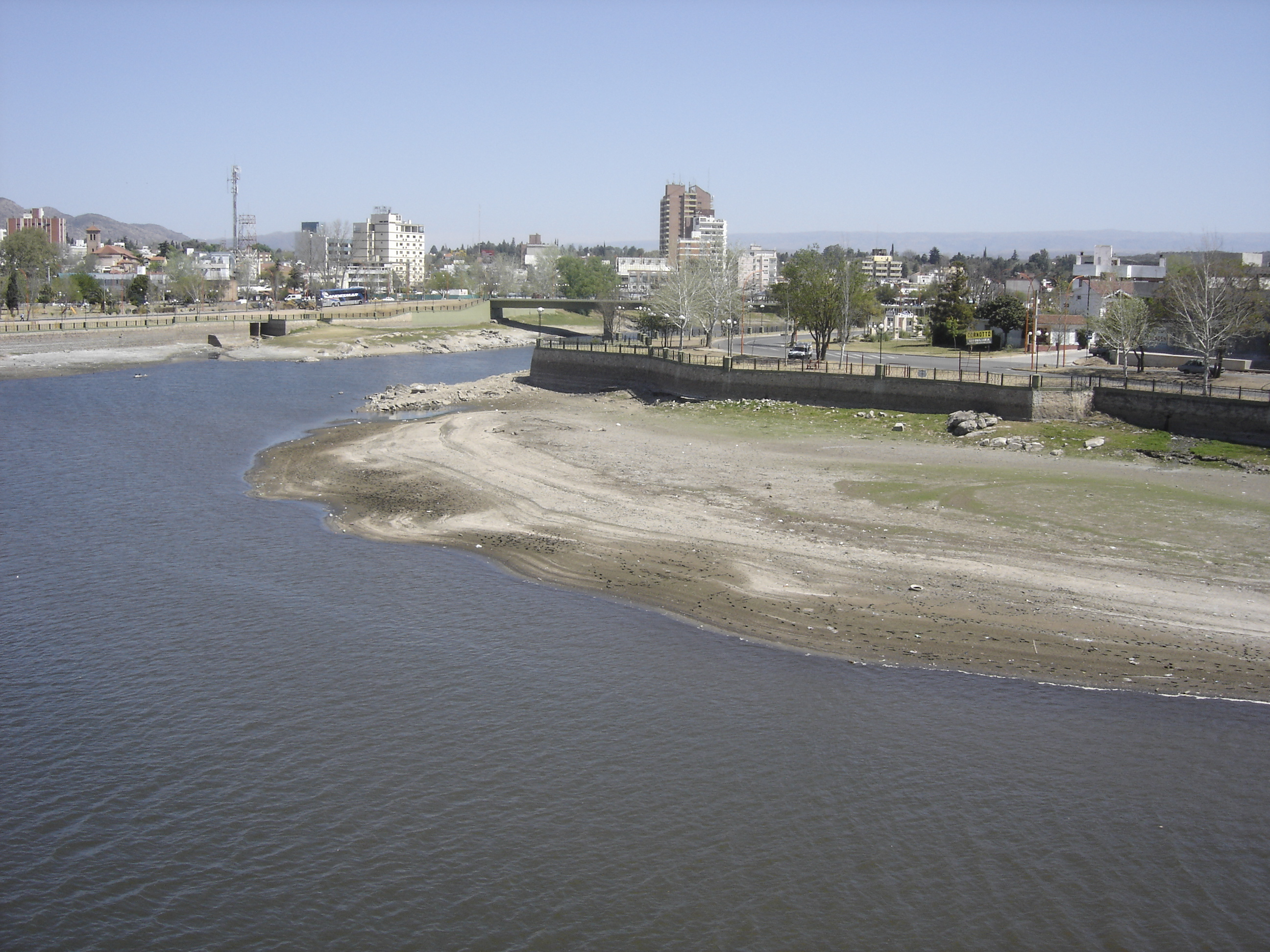
Der Ferienort Villa Carlos Paz ist nach Córdoba selbst der größte Ort im Ballungsraum

Da die Fläche des offiziellen Stadtgebiets mit 562 Quadratkilometern großzügig bemessen ist, begann die Stadt anders als die meisten anderen argentinischen Großstädte erst seit den 1970er-Jahren allmählich, an ihren Ausfallstraßen über die Stadtgrenzen hinauszuwachsen. Seitdem hat sich das Wachstum der Vororte des sogenannten Gran Córdoba, des Ballungsraums um die Stadt, deutlich beschleunigt, während Córdoba selbst nur noch relativ langsam wächst. Dennoch werden die Leerräume im Stadtgebiet schnell von neuer Bebauung bedeckt, insbesondere durch die Umsiedlung von Elendsvierteln in Sozialwohnungsviertel an der Peripherie.
Das schnellste Wachstum erlebte ein weitläufiges Gebiet nordwestlich der Stadt, das Sierras Chicas genannt wird und sich bis etwa 50 Kilometer außerhalb der Stadt an der Bergkette Sierra Chica entlang erstreckt. Die meisten Orte dieser Region waren lange touristisch geprägt, haben sich jedoch in Wohnvororte gewandelt. Die größten Städte dieser Region sind La Calera, Villa Allende, Río Ceballos und Unquillo. Ihr Charakter ist geprägt von durchgängiger, aber lockerer Bebauung, Country Clubs, Sportgeländen, Badestränden und nächtlichen Vergnügungsstätten sowie etwas Industrie und Landwirtschaft.
Erst seit den 1980er-Jahren wuchs Córdoba auch nach Norden und Osten, wo insbesondere ärmlichere Ansiedlungen entstanden, wie etwa Güiñazú Norte, Juárez Celman, Malvinas Argentinas und Monte Cristo. Diese Orte erlebten in den Krisenjahren 1989–1991 und 1998–2003 ein starkes Bevölkerungswachstum vor allem wegen der niedrigen Grundpreise.
Außerdem rechnet man zum Gran Córdoba noch weitere Städte, die zwar nicht durch durchgängige Bebauung, aber durch Pendler und ein engmaschiges Transportnetz mit Córdoba verbunden sind. Die bedeutendsten sind Villa Carlos Paz, Cosquín und das südliche Valle de Punilla, Alta Gracia, Jesús María und Río Segundo. Insgesamt umfasst der Ballungsraum etwa 10.000 Quadratkilometer.
2007 wurde das von der Provinzregierung initiierte Instituto de Planificación del Área Metropolitana (Iplam) gegründet, das sich der Koordinierung der Stadtentwicklung im Ballungsraum Córdoba widmet. Es erstellte einen ersten gemeindeübergreifenden Flächennutzungsplan zunächst für den ersten Ring des Gran Córdoba, um die bis zu diesem Zeitpunkt weitgehend unkontrollierte Expansion von Neubaugebieten zu regulieren. Dieser trat im Jahr 2009 in Kraft.

## Geschichte

### Kolonialzeit und Unabhängigkeit

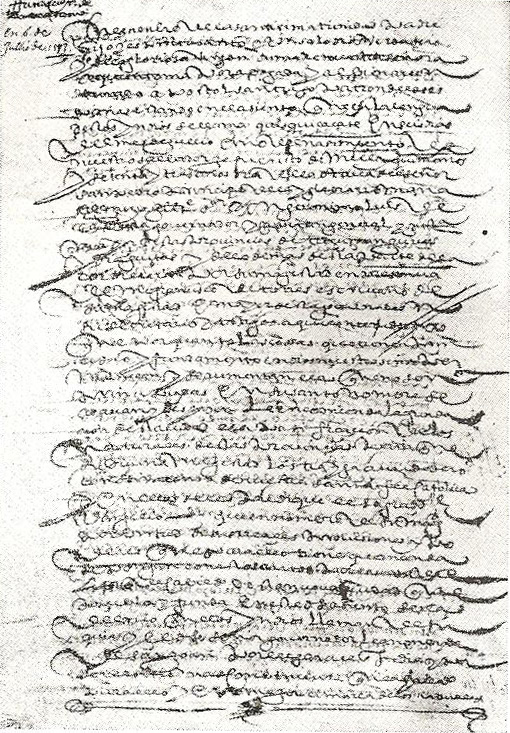
Gründungsurkunde

Bereits vor dem Eintreffen der Spanier befand sich im Nordwesten der heutigen Stadt am Río Suquía die Siedlung Quisquisacate, die von Comechingones-Indianern bewohnt war. Wie die anderen Siedlungen dieser Volksgruppe bestand auch Quisquisacate aus halb eingegrabenen Häusern, um die herum Landwirtschaft betrieben wurde. Quisquisacate ist heute ein Stadtviertel von Córdoba, Reste der Indianersiedlung sind jedoch nicht erhalten.
Die Stadt selbst wurde von Jerónimo Luis de Cabrera am 6. Juli 1573 gegründet und nach der Stadt Córdoba in Spanien Córdoba la Llana de la Nueva Andalucía benannt. Die ursprüngliche Stadt befand sich nördlich des Río Suquía im heutigen Stadtviertel Yapeyú, wo eine Festung erbaut wurde und heute ein Denkmal an dieses historische Datum erinnert.

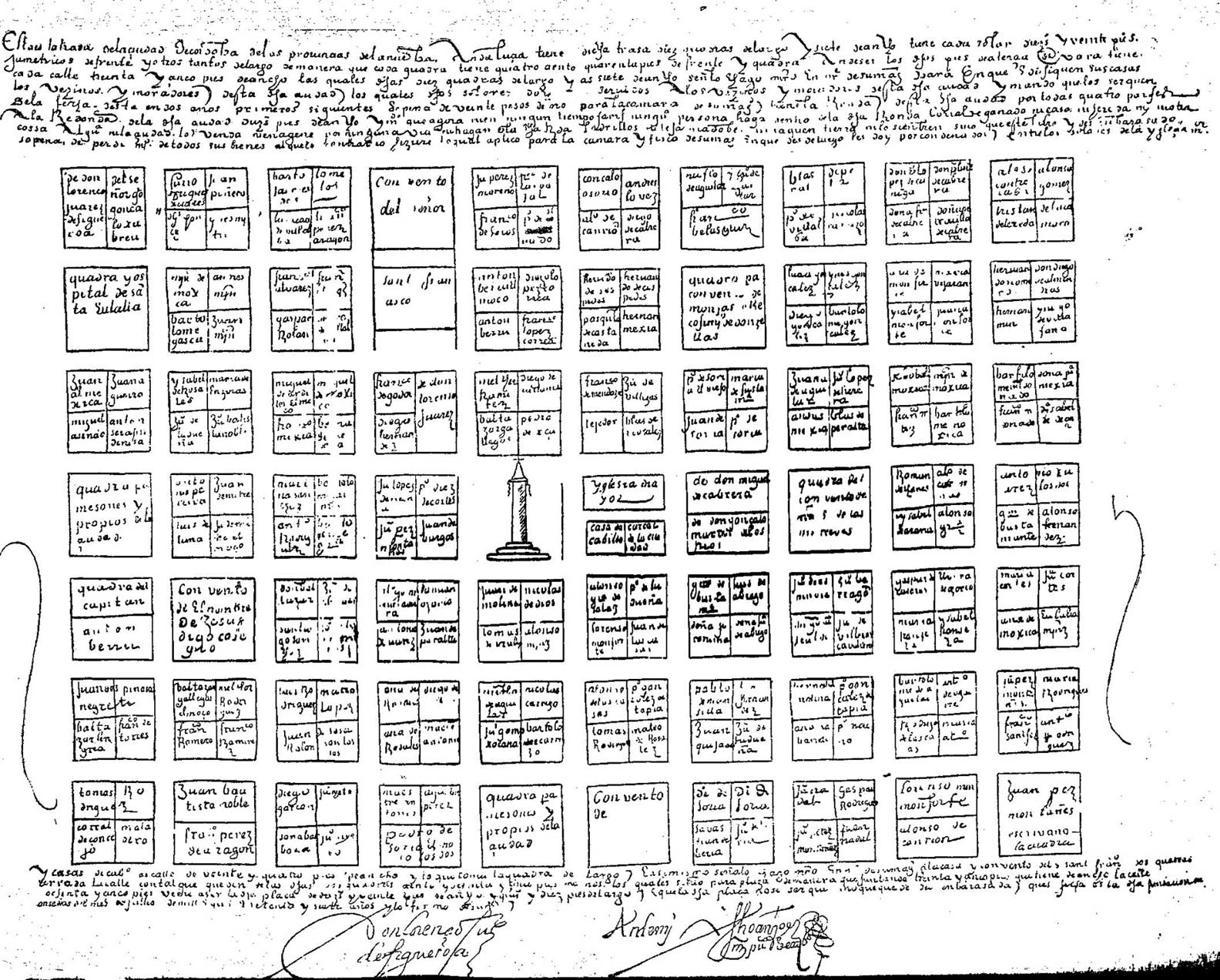
Historischer Stadtplan, 1577

1577 wurde nach dem Rückzug der Indianer aus Quisquisacate das Stadtzentrum an den heutigen Standpunkt der Plaza San Martín südlich des Río Suquía verlegt. Gleichzeitig wurde das Stadtgebiet festgelegt, das im Wesentlichen genauso groß wie das heutige Departamento Capital – das heutige Stadtgebiet – war. Es war aufgeteilt in den Ejido, die zum Wohnen bestimmte Zone, sowie in militärische und landwirtschaftliche Gebiete.
Um 1600 hatte die Stadt etwa 500 Einwohner. Bereits in dieser Anfangszeit wurde eine Reihe religiöser Institutionen gegründet, deren Aufgabe es war, die Einwohner zu missionieren. Von besonderer Bedeutung waren zunächst die Jesuiten, die sich Anfang des 17. Jahrhunderts ansiedelten. Sie gründeten im Jahr 1608 das Kolleg Colegio Máximo und 1613 die erste Universität Argentiniens, die heutige Universidad Nacional de Córdoba, die zugleich die zweitälteste Universität Südamerikas ist. Damit begann der Aufstieg von Córdoba zum Zentrum der Region. 1622 wurde eine Zollstation errichtet, und 1699 wurde die Stadt zum Sitz des Bischofs von Tucumán; Tucumán war damals die Bezeichnung für den gesamten Nordwesten des heutigen Argentinien. 1767 wurden die Jesuiten vertrieben.

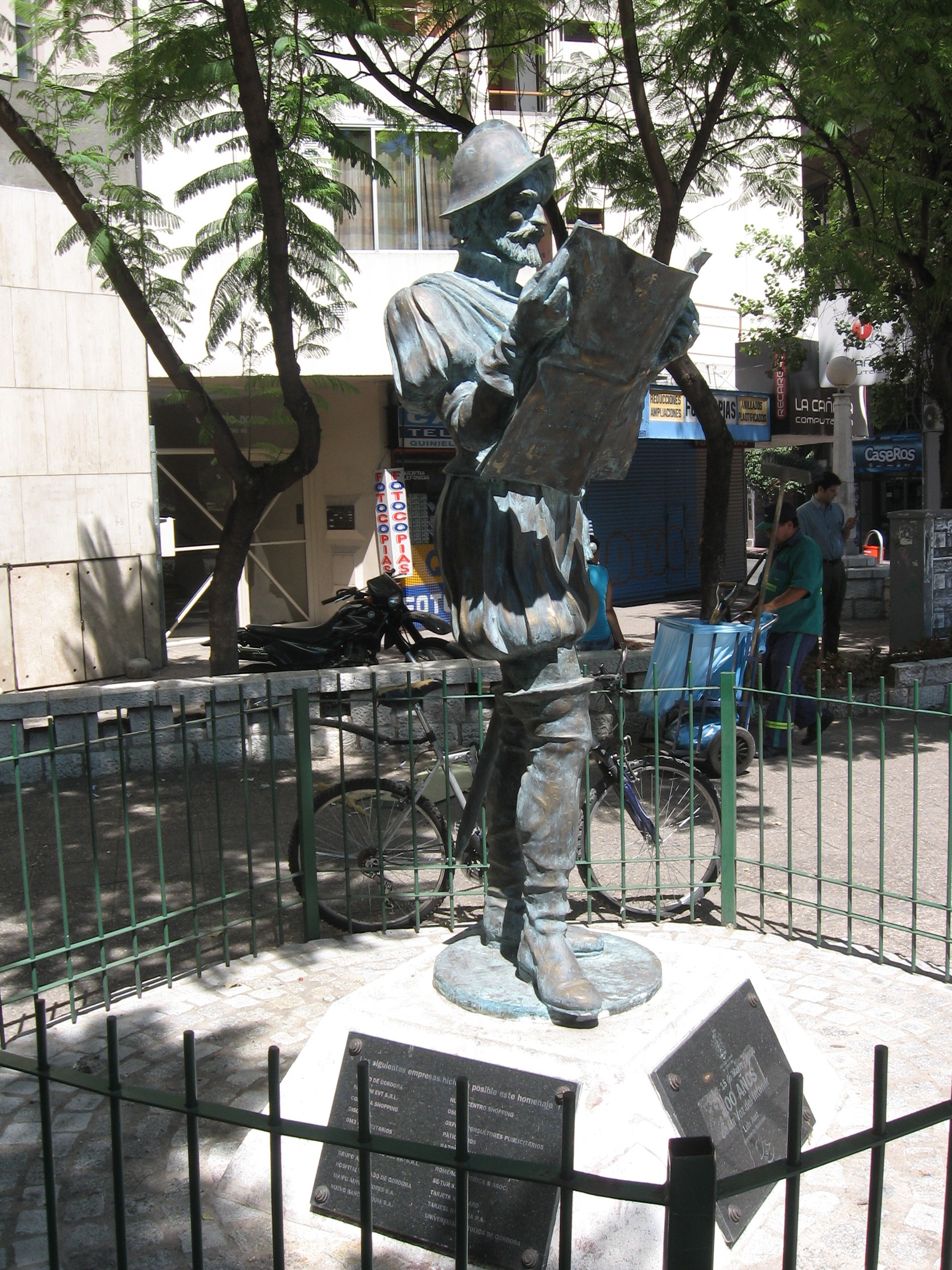
Denkmal von Jerónimo Luis de Cabrera

Bis Mitte des 18. Jahrhunderts war die Stadt die wichtigste Argentiniens, sie prosperierte vor allem wegen der günstigen Bedingungen für die Landwirtschaft in der Umgebung sowie ihrer Lage an der wichtigen Handelsroute zwischen Buenos Aires und der Silberstadt Potosí. Nach der Gründung des Vizekönigreiches des Río de la Plata im Jahr 1776 verlor die Stadt diese Rolle, da nun die Hafenstadt Buenos Aires als Hauptstadt des Vizekönigreiches zunehmend an Bedeutung gewann. Córdoba wurde 1782 zur Hauptstadt des Teilgebietes Intendencia Córdoba del Tucumán, die etwa die heutigen Provinzen Córdoba, La Rioja, Mendoza, San Juan und San Luis umfasste.
Der spanische Markgraf Rafael de Sobremonte wurde zwischen 1784 und 1797 Gouverneur und Bürgermeister. In seiner Regierungszeit entstanden zahlreiche bedeutende öffentliche Bauten wie der Cabildo sowie der erste Freizeitpark, der heute noch erhaltene Paseo de Sobremonte; außerdem gründete er im Umland zahlreiche Siedlungen.
Nach der Mai-Revolution 1810, dem Start Argentiniens in die Unabhängigkeit, erkannte die Stadt die neue Regierung erst an, nachdem die neue Regierungsjunta Truppen in die Gegend entsandt hatte. Der erste Gouverneur und Bürgermeister der Stadt im autonomen Argentinien war Juan Manuel de Pueyrredón. Es folgte eine Zeit blutiger Auseinandersetzungen zwischen Unitariern und Föderalisten. Der Gouverneur von Córdoba war traditionell föderalistisch. 1831 wurde jedoch nach einer für Córdoba verlorenen Schlacht ein hauptstadttreuer, unitarischer Gouverneur eingesetzt. Für eine detaillierte Beschreibung des Konfliktes siehe Geschichte Argentiniens.

### Aufstieg und Industrialisierung

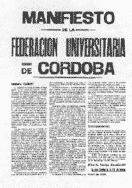
Manifest der Universitätsreforms-Bewegung 1918

Nachdem sich die Verhältnisse um 1860 wieder beruhigt hatten, ging es mit der Stadt und ihrem Umland wieder aufwärts. 1857 wurde das heutige politische System, das des municipio (vergleichbar mit einer Gemeinde), eingeführt und 1870 der Stadtrat gegründet. Im selben Jahr wurde Córdoba ans Eisenbahnnetz der Ferrocarril Central Argentino angeschlossen; dies hatte einen starken Zustrom von Einwanderern und Binnenwanderern zur Folge. In dieser Zeit wurden die sogenannten traditionellen Stadtviertel Alberdi, Alta Córdoba, General Paz und San Vicente gegründet. 1891 wurde die Ferrocarril Córdoba y Nor-Oeste eröffnet.
Der Liberalismus etablierte sich Ende des 19. Jahrhunderts als neues Dogma in der Wirtschaftspolitik und brachte der Stadt eine rasche Modernisierung. Eine Reihe von wissenschaftlichen Institutionen wurde gegründet, zum Beispiel die Sternwarte, die Escuela Normal (Oberschule) und die Wissenschaftsakademie, so dass Córdoba bald zum technologischen und wissenschaftlichen Zentrum des Landes wurde. So wurde 1871 die erste Messe argentinischer Produkte und Kunstwerke veranstaltet.
1886 wurde die Stadt am Reißbrett nach Süden ausgedehnt. Der französische Landschaftsarchitekt Carlos Thays entwarf den Parque Sarmiento, den damals größten Park der Stadt, und unter der Leitung von Miguel Crisol wurde integriert in dieses Projekt das Stadtviertel Nueva Córdoba angelegt, heute das am dichtesten besiedelte Gebiet der Stadt.

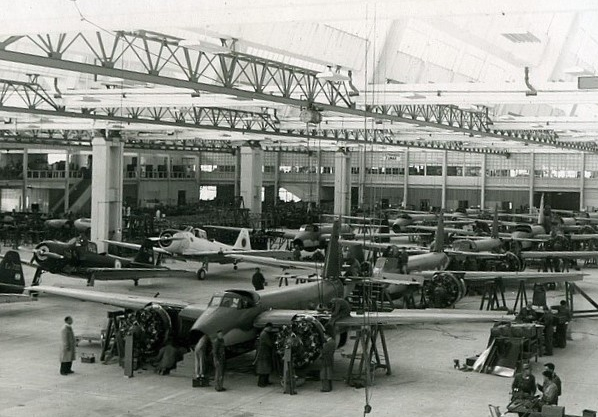
Flugzeugbau in der Fábrica Militar de Aviones, 1950er Jahre

Nach der Gründung des staatlichen Flugzeugbauunternehmens Fábrica Militar de Aviones 1927 dehnte sich die Stadt vermehrt nach Westen aus. Diese Tendenz verstärkte sich in der Zeit nach 1936, als unter Gouverneur Amadeo Sabattini die Stadt umfassend modernisiert und industrialisiert wurde.
1934 wurde das römisch-katholische Bistum durch Papst Pius XI. zum Erzbistum Córdoba erhoben.
In den 1950er-Jahren siedelten sich infolge der Wirtschaftspolitik der damaligen argentinischen Regierung unter Juan Domingo Perón mehrere in- und ausländische Großunternehmen wie das später von Renault übernommene Industrias Kaiser Argentina (IKA) und Fiat an; Córdoba wurde so zum zweitwichtigsten Industriestandort nach Buenos Aires.
Am 25. Februar 1957 ereignete sich bei Cordoba ein schwerer Eisenbahnunfall: Wegen überhöhter Geschwindigkeit entgleiste ein mit Touristen voll besetzter Zug in einer Kurve. Sieben Wagen kippten um. Die Angaben zur Zahl der Menschen, die starben, reicht von 15 bis 40. Mehr als 100 wurden darüber hinaus verletzt.

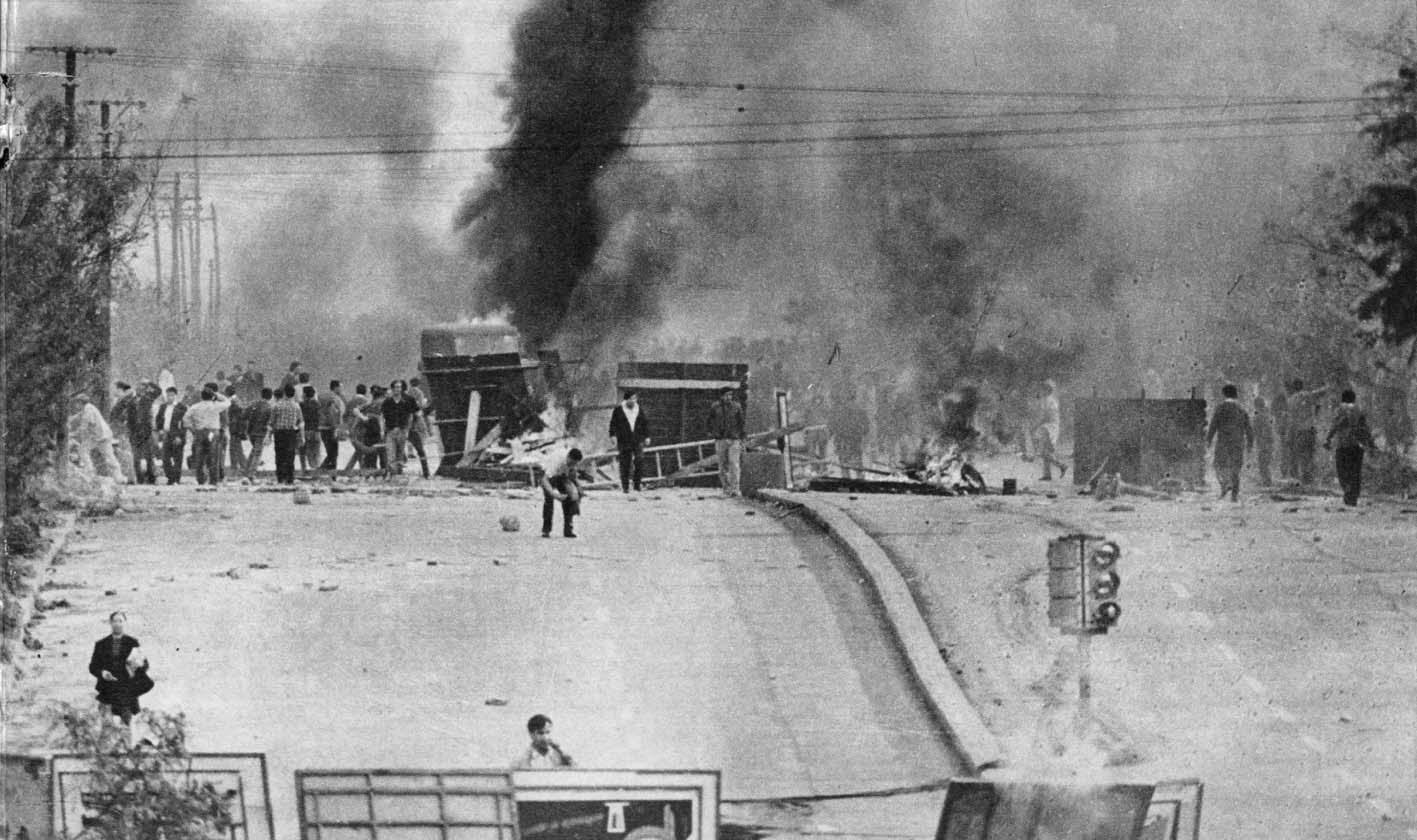
Straßensperren beim Córdobazo-Aufstand 1969

1969 leitete ein heftiger Volksaufstand in der Stadt, der sogenannte Cordobazo das Ende der Regierungszeit des Diktators Juan Carlos Onganía ein. Nach dem Bruch der Tarifverträge durch den regierungstreuen Provinzgouverneur kam es zu Ausschreitungen, an denen mehrere Hunderttausende beteiligt waren. Die Aufständischen übernahmen die Kontrolle über die Stadt, und erst nach drei Tagen konnte die Polizei die Ordnung wiederherstellen. Der Aufstand hatte 14–34 Todesopfer gefordert, 200–400 Verletzte und 2000 Verhaftungen. Nach wenigen Wochen trat Onganía zurück, die Diktatur blieb jedoch zunächst bestehen. 1971 kam es zu einem weiteren Volksaufstand, dem Viborazo, der das endgültige Ende dieser Diktatur einleitete und sie dazu zwang, sich demokratisch gegenüber dem Peronismus zu öffnen.
Während des Falklandkriegs hatten von Patrouillenfahrten abgezogene britische Kriegsschiffe taktische Atomwaffen an Bord. Nach Bekanntwerden wurden in den 1990er Jahren Verschwörungstheorien über einen geplanten Angriff auf das argentinische Festland, angeblich mit Ziel Cordoba, laut. Präsident Nestor verlangte deswegen später eine Entschuldigung Großbritanniens. Bei den Atomwaffen hatte es sich allerdings um Torpedos zum Einsatz gegen strategische sowjetische U-Boote gehandelt, die außerdem, um Sperrverträge einzuhalten, auf andere Schiffe umgeladen wurden, die außerhalb der falkländischen Hoheitsgewässer blieben.

### Wirtschaftskrisen und Erholung
Bis in die 1970er-Jahre hinein war das Wachstum der Industrie in der Stadt ungebrochen, dann brach sie nach den neoliberalen Maßnahmen der Militärdiktatur des Nationalen Reorganisationsprozess (1976–1983) allerdings deutlich ein; ein weiterer Einbruch geschah nach der Wirtschaftskrise 1989.
Die 1990er-Jahre waren geprägt von einer Modernisierung des Stadtbildes sowie der Privatisierung zahlreicher städtischer Betriebe in der anfänglichen wirtschaftlichen Euphorie der Menem-Regierung. 1994 wurde die Struktur der Stadtgemeinde reformiert und dezentralisiert. Es entstanden die sogenannten CPC (Centros de Participación Comunal), zehn relativ autonome Zweigstellen der Stadtregierung in außerhalb gelegenen Stadtvierteln. Ihr gemeinsames äußerliches Merkmal ist eine äußerst moderne, von kubischen Formen dominierte Architektur.
Die Wirtschaftskrise um die Jahrtausendwende hinterließ auch in Córdoba starke Spuren. Am 19. und 20. Dezember 2001 kam es wie auch in Buenos Aires zum Cacerolazo, einer Großdemonstration, die von auf Töpfen schlagenden Hausfrauen der Mittelklasse getragen wurde. Gleichzeitig kam es in einigen Stadtvierteln zu Plünderungen von Supermärkten, die jedoch nicht das Ausmaß der Tumulte in der Landeshauptstadt Buenos Aires erreichten.
Als Nachwirkung der Wirtschaftskrise und der Unzufriedenheit der Bevölkerung mit der Verschlechterung zahlreicher städtischer Dienstleistungen, insbesondere der Verkehrsinfrastruktur, kann es zur Gründung der Regionalpartei Partido Nuevo unter der Leitung von Luis Juez, die in ihrer Anfangszeit eine reine Protestpartei gegen die Politik der peronistischen Provinz- und Stadtregierung unter Gouverneur José Manuel de la Sota (seit 1998) und dem menemistischen Bürgermeister Germán Kammerath (1999–2003) war. Juez gewann 2003 erdrutschartig mit einer absoluten Mehrheit im ersten Wahlgang die Bürgermeisterwahl und etablierte damit die neue Partei in der politischen Landschaft der Stadt.
Nach dem Ende der Wirtschaftskrise ging es in der Stadt wie auch im übrigen Argentinien wieder wirtschaftlich aufwärts. Am 26. Dezember 2003 verwüstete ein Tornado einen großen Teil des Südwestens des Stadtgebietes. Zahlreiche zerstörte und beschädigte Gebäude wurden mit städtischer Hilfe wieder aufgebaut.
Bei den Wahlen 2007 gewann der Kandidat des Partido Nuevo, Daniel Giacomino, den Posten des Bürgermeisters. Seine Amtszeit war von Konflikten mit der Beamtengewerkschaft SUOEM geprägt, die die Infrastruktur der Stadt durch häufige Streiks trotz des Wirtschaftsaufschwungs stark belasteten. In den folgenden Kommunalwahlen 2011 gewann der Kandidat der Unión Cívica Radical, Ramón Javier Mestre, die Bürgermeisterwahl.
Im Dezember 2013 kam es nach einem Polizeistreik zu einer mehr als 30 Stunden andauernden Gewalt- und Vandalismuswelle, bei der etwa tausend Geschäfte überfallen und teilweise von größeren Gruppen geplündert wurden. In einigen Stadtvierteln kam es zu Zusammenstößen zwischen Bewohnern, bewaffneten Banden und den wenigen nicht am Streik teilnehmenden Sicherheitskräften, bei denen ein 20-Jähriger von einem Polizisten erschossen und mehr als 100 Verletzte gemeldet wurden. Die Unruhen griffen in der Folge auf andere Provinzen über und dauerten dort teilweise mehrere Tage lang an.
Mestre wurde 2015 als Bürgermeister wiedergewählt. 2019 gewann Martín Llaryora von der damals oppositionellen Partido Justicialista die Kommunalwahl.

## Politik

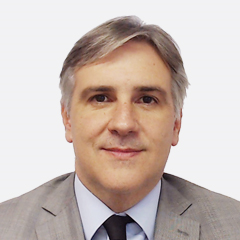
Martín Llaryora, Bürgermeister von Córdoba

### Politisches System
Für Córdoba gilt wie für alle anderen Städte der Provinz das Gemeinde- und Stadtrecht der Provinz Córdoba, das das politische System regelt. Oberhaupt der Stadt ist der Bürgermeister, der Intendente. Er wird alle vier Jahre direkt von der Bevölkerung gewählt. Der amtierende Bürgermeister der Stadt ist seit Dezember 2019 Martín Llaryora von der Partei Partido Justicialista. Die Legislative ist der Stadtrat, dessen Zusammensetzung vom Ausgang der Bürgermeisterwahl abhängt.

### Zusammensetzung des Stadtrates
Der Stadtrat (concejo deliberante oder concejo municipal) hat 31 Sitze, die nach dem Ergebnis der Kommunalwahlen, die auch den Bürgermeister bestimmen, auf die antretenden Parteien aufgeteilt ist. Die stärkste Partei erhält auch bei nur relativer Mehrheit mindestens 16 Sitze, der Rest entfällt prozentual auf die übrigen Kräfte.
In der aktuellen Wahlperiode (2019–2023) ergibt sich folgende Sitzverteilung:
- Hacemos por Córdoba (ehemals Unión por Córdoba, PJ-geführte Wahlallianz): 16 Sitze
- Unión Cívica Radical / Radical Evolución / Vamos Córdoba: 6 Size
- Córdoba Cambia / Propuesta Republicana: 6 Sitze
- Fuerza de la Gente (PJ-geführte Allianz, zu HPC dissident): 1 Sitz
- Encuentro Vecinal Córdoba (konservative Kleinpartei): 1 Sitz
- Frente de Izquierda (trotzkistische Linksallianz): 1 Sitz

### Städtepartnerschaften
Córdoba unterhält mit folgenden Städten eine Städtepartnerschaft:
- Campinas, Brasilien, seit 1993
- Cochabamba, Bolivien, seit 2005
- Córdoba, Spanien, seit 1969
- Curitiba, Brasilien, seit 1993
- Florianópolis, Brasilien, seit 1993
- Ischewsk, Russland, seit 2006
- Lodz, Polen, seit 1990
- Marín, Spanien, seit 1984
- Ciutadella, Spanien, seit 2006
- Morelia, Mexiko
- Santa Cruz de la Sierra, Bolivien, seit 1970
- Tampa, USA, seit 1966
- Tiberias, Israel, seit 1990/94
- Turin, Italien, seit 1986
- Valparaíso, Chile, seit 1993
- Xi’an, China, seit 2006[31]

Außerdem existiert ein Kooperationsabkommen mit der spanischen Region Andalusien.

## Kultur und Sehenswürdigkeiten
Bekannt ist Córdoba hauptsächlich für die gut erhaltenen Bauten aus der Kolonialzeit im Zentrum, es gibt aber auch eine große Anzahl von Museen. Die Stadt hat weiterhin eine vielfältige Kulturszene, die sich vor allem wegen der über 150.000 Studenten, die in der Stadt leben, ständig erneuert. Im Jahr 2006 trug die Stadt den Titel der Kulturhauptstadt Amerikas.

### Bauwerke

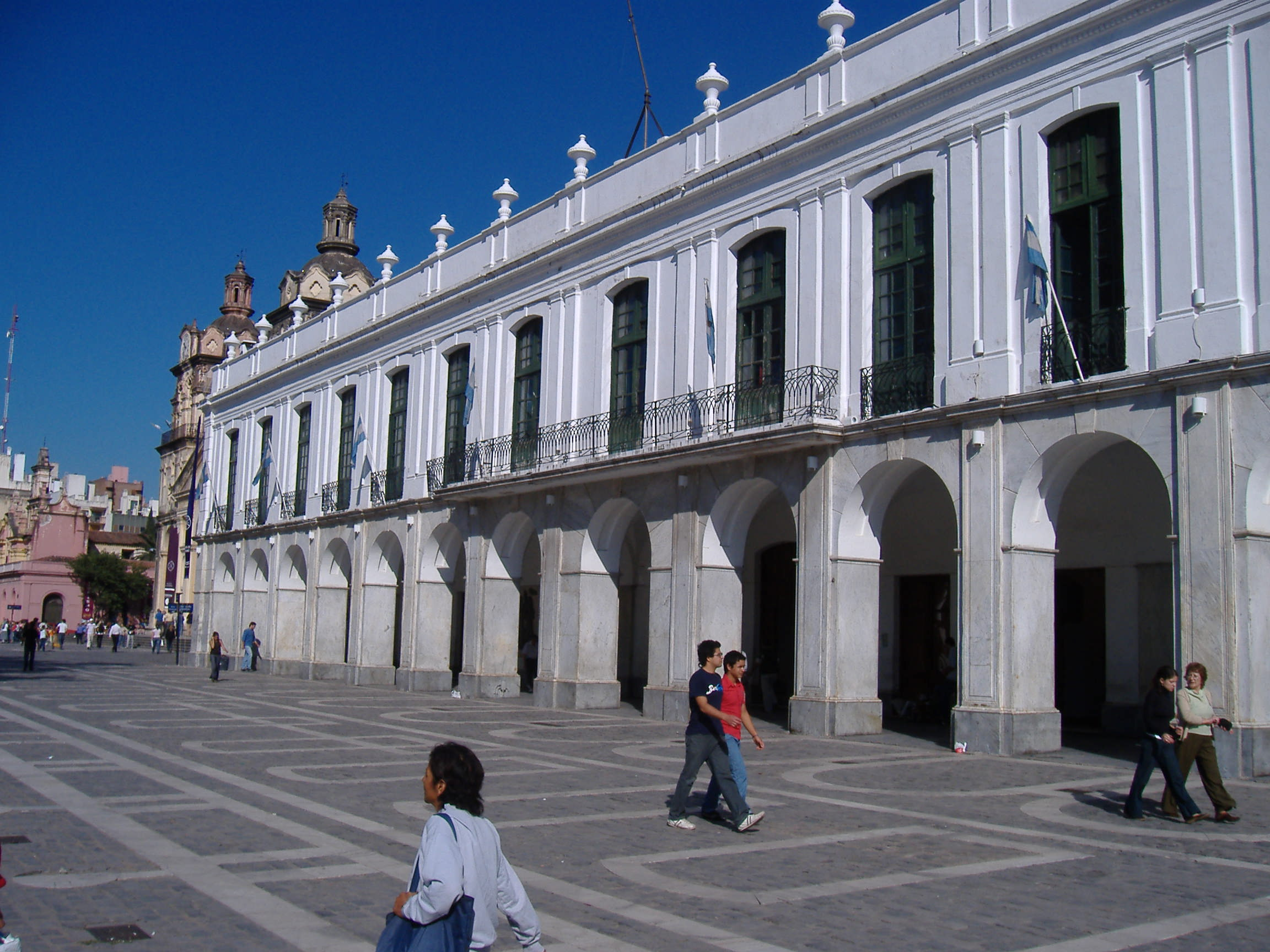
Der Cabildo von Córdoba an der Plaza San Martín

Viele der sehenswerten Bauten aus der Kolonialzeit befinden sich in der Umgebung des zentralen Platzes der Stadt, Plaza San Martín. An dieser Plaza, von deren Nordwestecke alle Hausnummern in der Stadt berechnet werden, ändern alle Straßen auch ihren Namen.
An der Plaza selbst liegt die 1782 erbaute Kathedrale (Iglesia Catedral), deren Inneres bedeutende indianische Schnitzereien enthält und 1914 vom Künstler Emilio Carraffa neu gestaltet wurde. Direkt neben der Kathedrale liegt der Cabildo, das historische Ratsgebäude, das in der Zeit zwischen 1610 und 1784 erbaut wurde. Heute beherbergt es ein Museum mit wechselnden Ausstellungen.

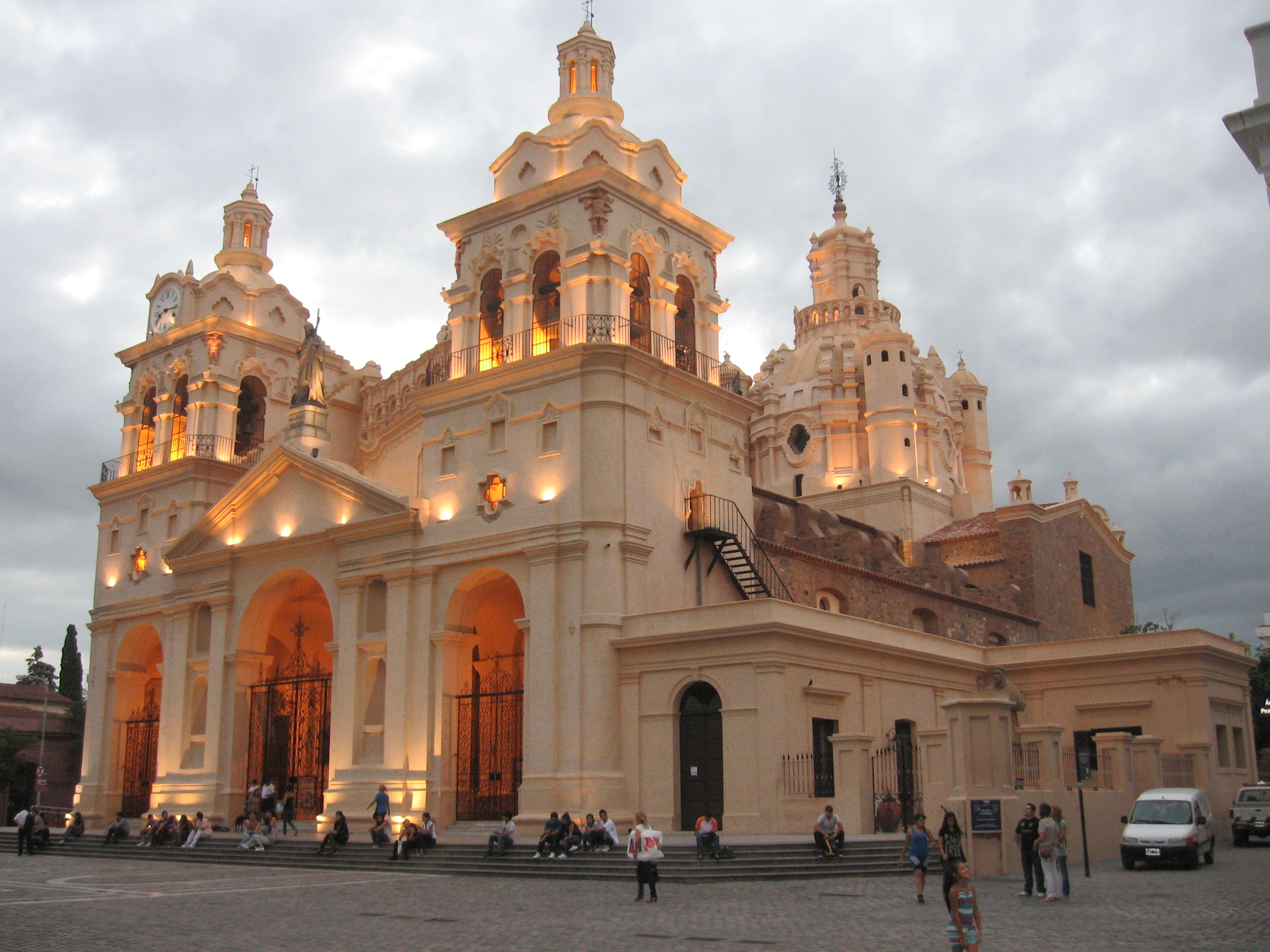
Die Kathedrale

Etwas abseits der Plaza liegt das Kloster der Unbeschuhten Karmelitinnen mit der Kirche Santa Teresa, ein rosafarbener Bau im kolonialen Barockstil. Die Kirche stammt von 1717, die anderen Teile wurden später hinzugefügt. Es beherbergt das Museum Religiöser Kunst Juan de Tejeda. Einer der prächtigsten Bauten der Jahrhundertwende ist der Bau des Banco Provincia de Córdoba, erbaut 1889.

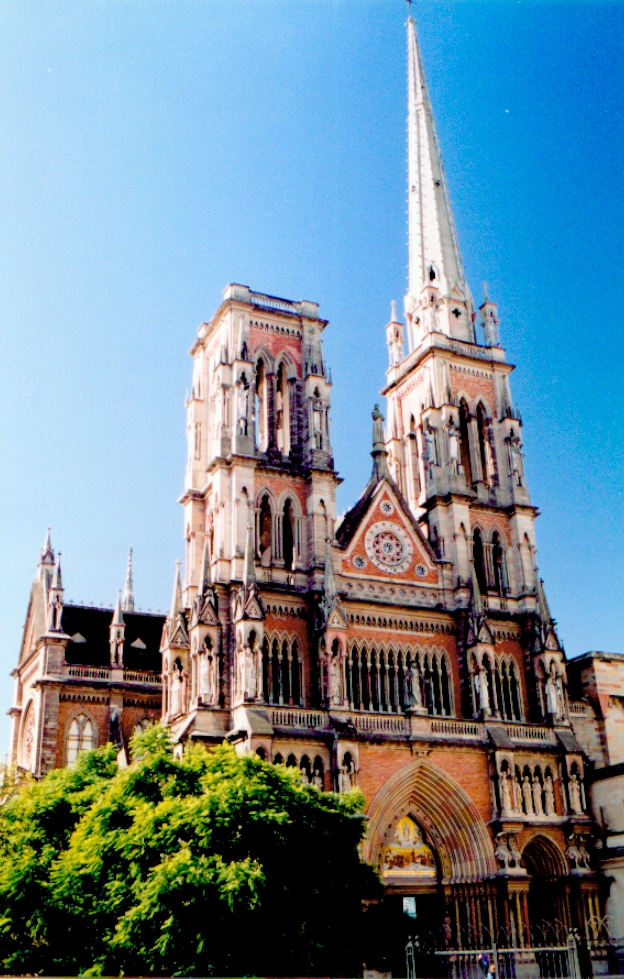
Die Kirche Sagrado Corazón in Nueva Córdoba

100 Meter südlich der Plaza San Martín befindet sich die Manzana de los Jesuitas, der Block der Jesuiten mit mehreren Bauten aus Kolonial- und Nachkolonialzeit, unter anderem der ältesten noch erhaltenen Kirche Argentiniens, die Compañía de Jesús von 1671, des Schulgebäudes Colegio de Montserrat im plateresken Stil (ab 1687) sowie das ehemalige Rektorat der Universität von Córdoba (ab 1613, im 19. Jahrhundert erheblich umgebaut), das heute einen Teil der Fakultät für Rechtswissenschaften und ein Museum beherbergt. Der Block wurde 2000 zum Weltkulturerbe der UNESCO erklärt.
Das Regierungsviertel um den kanalisierten Bach La Cañada beherbergt zahlreiche öffentliche Gebäude, von denen einige sehenswert sind. Das größte ist der Palacio de Justicia (Justizpalast), ein neuklassizistischer Monumentalbau von 1936. Vor dem Palast erstreckt sich der 1785 erbaute, 1957 renovierte Paseo Sobremonte, ein runder, etwas vertiefter Platz mit Springbrunnen. Eine sehenswerte Kirche der Gegend ist die Basilika Santo Domingo, erbaut 1861. Im Inneren werden englische Fahnen aus der Zeit der Invasion 1806 ausgestellt (siehe zu diesem Thema: Geschichte Argentiniens).

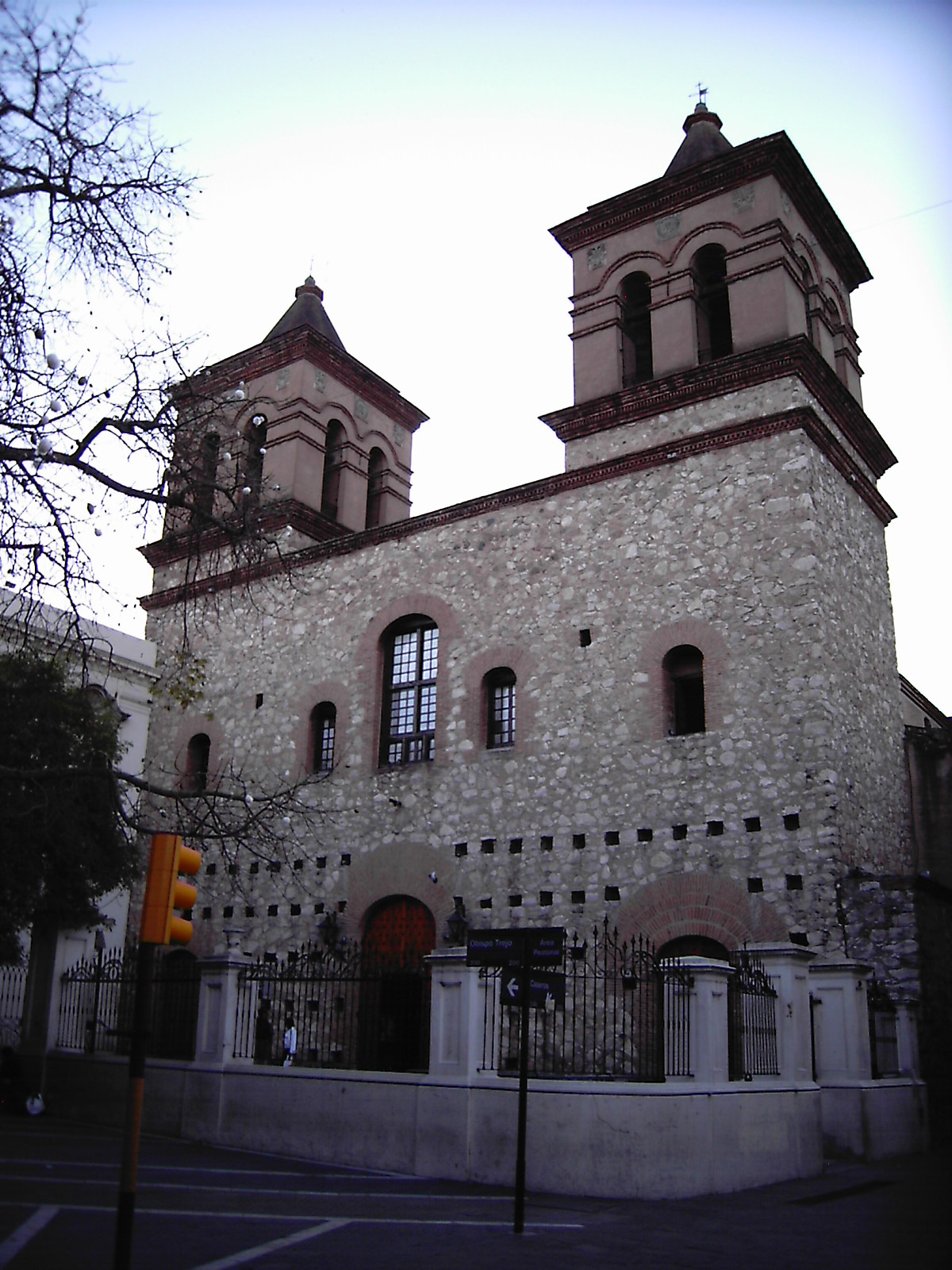
Die Compañía de Jesús, die älteste erhaltene Kirche Argentiniens

Das Stadtviertel Nueva Córdoba stammt aus dem späten 19. Jahrhundert und wird heute wegen seiner Nähe zum Campus der Universidad Nacional de Córdoba von vielen Studenten besiedelt. In diesem Gebiet findet sich die neogotische Kirche Sagrado Corazón, erbaut 1929 von den Kapuzinern. Ein sehenswertes Schloss ist der Palacio Ferreyra nahe der Plaza España, einem modernen, verkehrsreichen runden Platz, der im rationalistischen Stil gestaltet wurde.
Im Barrio Güemes in der Nähe der Cañada liegt der Paseo de las Artes, ein 1890 erbauter Sozialwohnungskomplex im neokolonialen Stil, der heute mehrere Galerien, Antiquitätenläden und einen ausgedehnten Kunsthandwerkermarkt beherbergt. Die Gegend wird manchmal San Telmo von Córdoba nach dem bekannten Stadtviertel von Buenos Aires genannt.
In Alberdi, etwa einen Kilometer westlich des Zentrums, stehen ebenfalls einige sehenswerte Bauten: die ab 1915 erbaute und bisher unvollendete Iglesia María Auxiliadora, eine monumentale, weithin sichtbare Kirche im neogotischen Stil, und die Casa Emiliani, ein Bau im Stil des Art Nouveau.
In den alten Vierteln San Vicente, General Paz und Alta Córdoba sind mehrere Altbauten aus der Zeit um 1900 erhalten. In San Vicente stechen das heutige Kulturzentrum San Vicente, eine 1886 erbaute ehemalige Markthalle, das im mitteleuropäischen Stil errichtete Ensemble Barrio Kronfuss und das vollständig aus Metall errichtete Eiffel-Haus (1917) heraus. In Alta Córdoba steht die große neogotische Kirche Inmaculada Concepción de María (1912).
Unter den modernen Bauten Córdobas stechen das im Stil des Dekonstruktivismus erbaute Regierungsgebäude am Río Suquía (2009–2011) und das brutalistische Kulturzentrum Córdoba (2011–2014) hervor.

### Parks und Grünanlagen

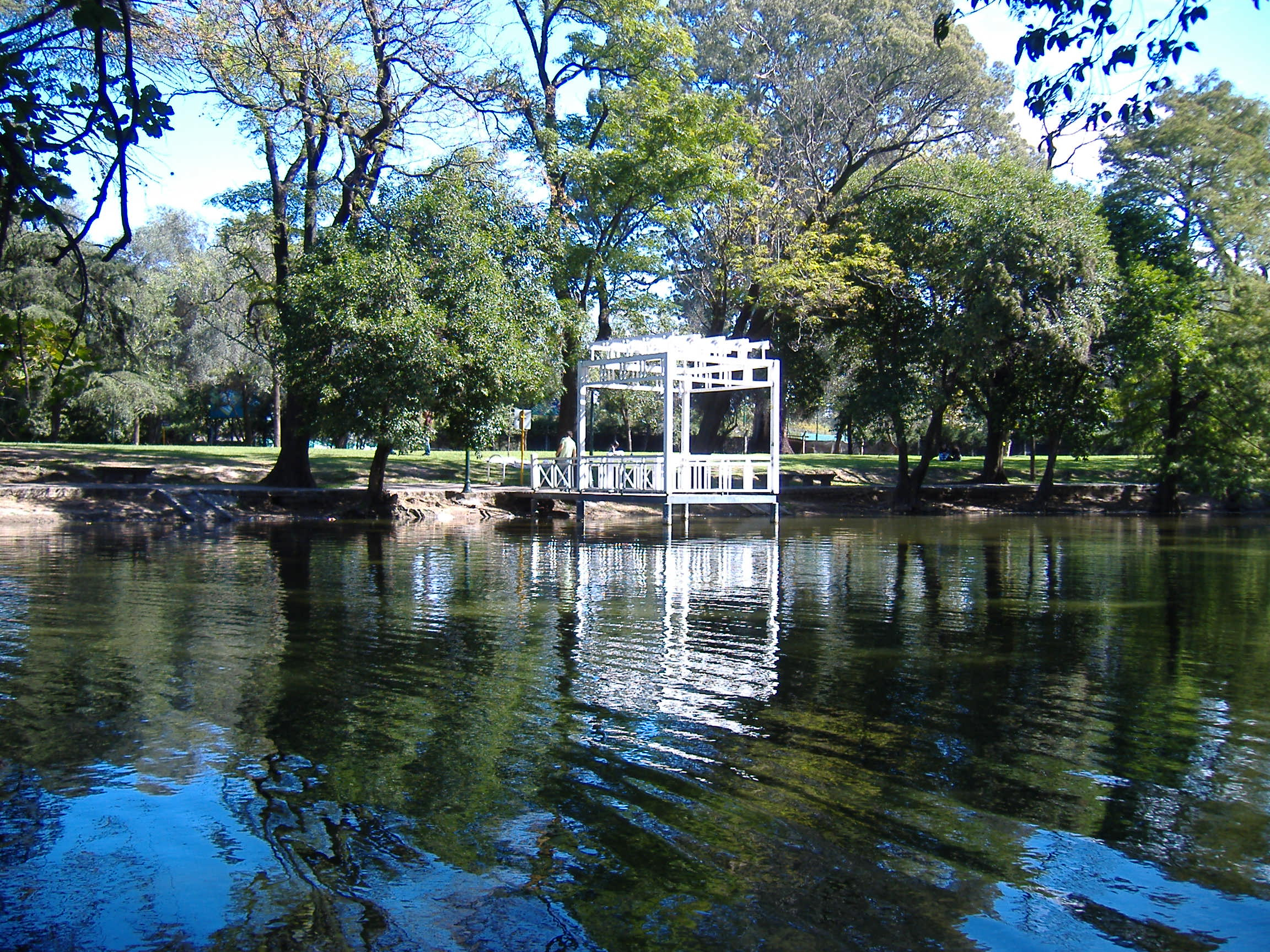
Künstlicher See im Parque Sarmiento

Córdobas zentraler und bei der Bevölkerung beliebtester Park ist der Parque Sarmiento östlich des Stadtviertels Nueva Córdoba. Er umfasst etwa sechs Quadratkilometer und hat unter anderem einen Rosengarten, Zoo, Sportanlagen und den Vergnügungspark Super Park integriert. Mitten im Park gibt es außerdem einen künstlichen See mit zwei Inseln, südlich davon steht der große Kulturkomplex Ciudad de las Artes. Westlich schließt direkt der ebenfalls parkähnlich gestaltete Campus der Universidad Nacional de Córdoba, die Ciudad Universitaria, an.
Ein weiterer Park im Zentrum ist der kleine Parque Las Heras. Er liegt am Río Suquía, nördlich des Zentrums. Die Umgebung am Fluss ist nach Westen hin ebenfalls zum Teil parkähnlich gestaltet. Nach Osten hin schließt der kleine Parque General Paz im gleichnamigen Stadtviertel an, in dem das Industriemuseum steht.
Im Süden der Stadt befindet sich am Bach La Cañada der Parque de la Vida in einer hügeligen und reizvollen Gegend. Auch er beinhaltet Sportanlagen und Erholungsgebiete mit Stellen zum Grillen. Im Südwesten erstreckt sich nördlich der Fábrica Argentina de Aviones der Parque del Sol Naciente.
Im Westen befindet sich der Parque San Martín, der auch Parque del Oeste (Westpark) genannt wird. Er ist der größte und naturbelassenste Park der Stadt (ca. 15 Quadratkilometer). Ein Großteil des Parks steht unter Naturschutz, ein weiterer großer Teil ist Weideland, jedoch wird der Park von meist privaten, eingezäunten Stadtvierteln umschlossen. Des Weiteren gibt es einen Campingplatz, ein Messegelände (Predio Feriar), das Zentrum für moderne Kunst Chateau Carreras und daneben das Fußballstadion Estadio Mario Alberto Kempes, das direkt am Río Suquía liegt. Daneben liegt eine Nachtlebenmeile mit mehreren Großraumdiskotheken. Nahe dem Chateau Carreras liegt auch der Botanische Garten in unmittelbarer Nähe des Río Suquía.
Im Nordwesten liegen der Parque de las Naciones und der Parque Autóctono, zwei kleine benachbarte Parks in Hanglage mit guten Aussichtspunkten auf die Stadt.

### Wissenschaftliche Einrichtungen
Die Sternwarte Córdoba, gelegen nur etwa 1 km südwestlich des Zentrums der Stadt, war eine der bedeutendsten Sternwarten im 19. Jahrhundert. An der Sternwarte Córdoba wurde 1892 der Sternenkatalog Córdoba-Durchmusterung, das südliche Gegenstück zur Bonner Durchmusterung erstellt. An ihr waren jedoch keine astrophysikalischen Messungen möglich. Nach der Sternwarte wurde das Stadtviertel, in dem sie liegt, genannt: es heißt Barrio Observatorio.
Die modernere Sternwarte Bosque Alegre ersetzte ab 1941 die alte Sternwarte Córdoba und war bis etwa 1980 eine der bedeutendsten Sternwarten der Südhalbkugel. Sie liegt etwa 25 Kilometer südwestlich von Córdoba in der Nähe der Stadt Alta Gracia. Mit ihrer 18 Meter breiten Kuppel kann man hier bis zu 600 Millionen Lichtjahre entfernte Objekte beobachten. In Bosque Alegre werden astrophysikalische Messungen zur Zusammensetzung und Ermittlung der Struktur von Sternen unternommen. Zudem wurde hier das System erfunden, polierte Spiegel zur Beobachtung des Weltraums einzusetzen.
Das Raumfahrtzentrum Teófilo Tabanera ist das Steuerungszentrum der argentinischen Raumfahrt, die sich bisher auf Satelliten beschränkt. Es liegt in Falda del Cañete, etwa 15 Kilometer südwestlich von Córdoba. Weithin sichtbar ist seine große Steuerungsantenne. Das Gebäude beherbergt auch ein Museum, in dem Modelle der argentinischen Satelliten ausgestellt sind.

### Kulturinstitute und Kunsthochschulen
In Córdoba gibt es Hochschulen für Musik, bildende Kunst, Literatur und Film. Die Facultad de Artes (vormals Escuela de Artes) als renommierteste Kunsthochschule ist seit 2011 eine eigenständige Fakultät der Universität Córdoba und wurde 1948 als Escuela Superior de Bellas Artes gegründet; seit 1959 befindet sie sich an ihrem aktuellen Standort auf dem Hauptcampus der UNC. Die 2005 in einer ehemaligen Kaserne eingerichtete Ciudad de las Artes ist ein weiterer großer Komplex, der sowohl als kulturelle Bildungseinrichtung, als auch als Theater, Opernhaus, Galerie und Programmkino fungiert. Sie beherbergt die Kunstschulen Escuela Lino Enea Spilimbergo, Figueroa Alcorta (Bildende Kunst), Roberto Arlt (Theater), Fernando Arranz (Keramik) und das Konservatorium Félix Garzón.
Weiterhin gibt es in der Stadt mehrere ausländische Kulturinstitutionen: ein Goethe-Institut, ein argentinisch-spanisches Kulturzentrum (Centro Cultural España Córdoba), das französische Kulturinstitut Alianza Francesa, die Asociación Argentina de Cultura Británica sowie das Instituto Italiano de Cultura de Córdoba.

### Museen

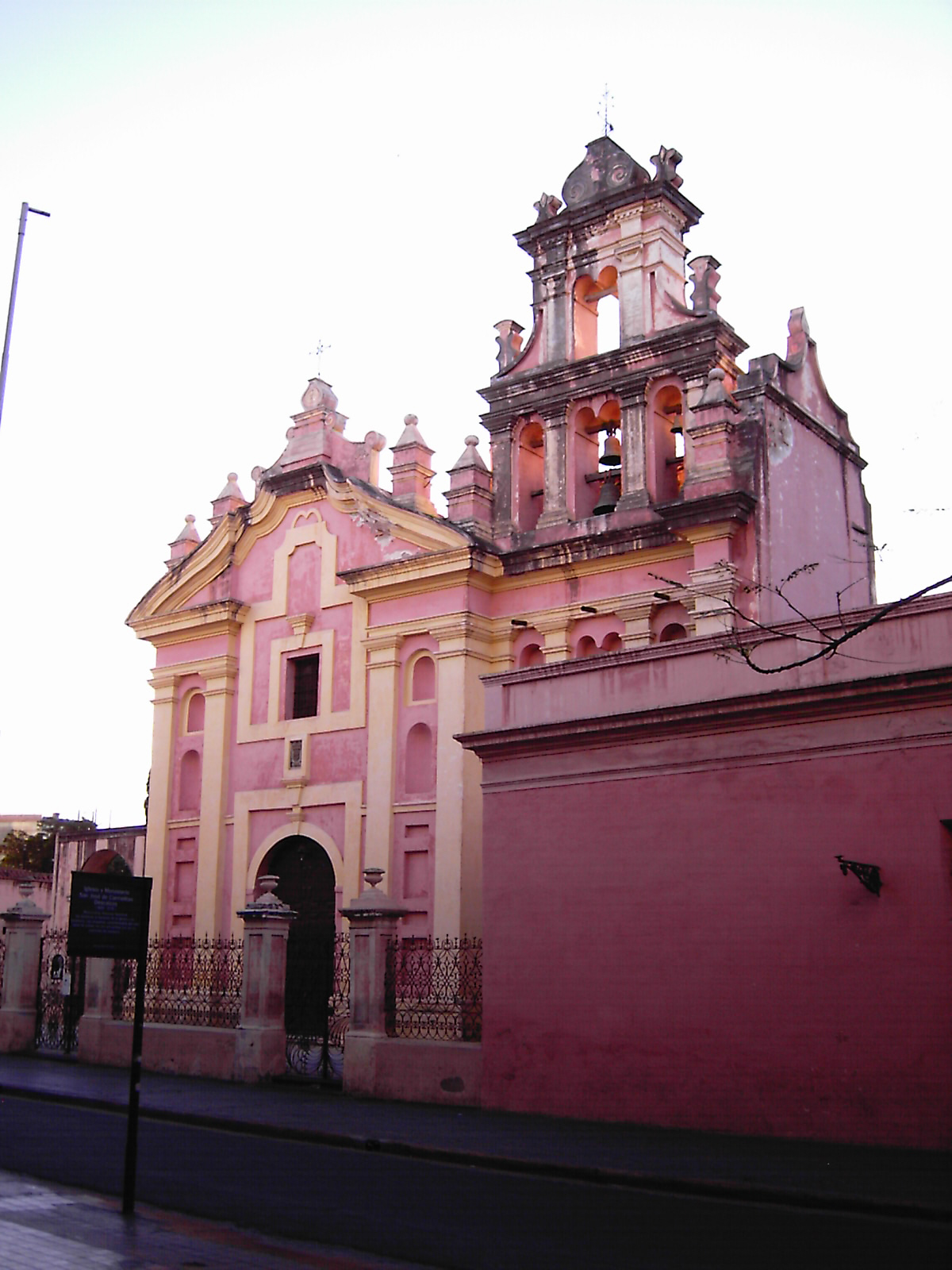
Das Kloster der Unbeschuhten Karmelitinnen, heute ein Religionsmuseum

Das bedeutendste Kunstmuseum ist das Museo Provincial de Bellas Artes Emilio E. Carrafa mit wechselnden Ausstellungen. Das neobarocke Gebäude liegt im Stadtviertel Nueva Córdoba an der Plaza España. Es wurde 2007 im postmodernen Stil renoviert. Das Museo Superior de Bellas Artes Evita im Palacio Ferreyra, benannt nach Eva Perón, beherbergt Skulpturen, Malerei, Zeichnungen und Kupferstiche von Künstlern aus Córdoba, anderen Städten Argentiniens sowie aus dem Ausland und zeigt die Entwicklung der Malerei und Bildhauerei von Stadt und Region.
Wegen des Erbes der Jesuiten sind die Museen für religiöse Kunst der Stadt bedeutend, vor allem das Ekklesiastische Museum Déan Funes und das Museum der Religionskunst Juan de Tejeda im Kloster der Unbeschuhten Karmelitinnen (siehe Bauwerke). Außerdem bedeutend ist das im Zentrum gelegene Museo Municipal de Bellas Artes Dr. Genaro Pérez, und das Museum Obispo Salguero, in dem Kunst und historische Dokumente zu besichtigen sind. Zu erwähnen sind außerdem das Theater- und Musikmuseum Cristóbal de Aguilar im Bau des Theaters El Libertador und das Zentrum für zeitgenössische Kunst Chateau Carreras im Parque San Martín im Westen der Stadt.
Weniger bekannt als die Kunstmuseen sind die naturwissenschaftlichen Museen. Das Naturwissenschaftliche Museum Dr. Bartolomé Mitre im Parque Sarmiento beherbergt unter anderem das Fossil der weltweit größten Webspinne der Vorgeschichte, außerdem erwähnenswert ist das Anatomiemuseum Dr. Pedro Ara. In der Umgebung der Sternwarte liegt außerdem das bedeutendste Museum Argentiniens für Meteorologie, das Nationale Museum der Meteorologie Dr. Benjamin Gould.

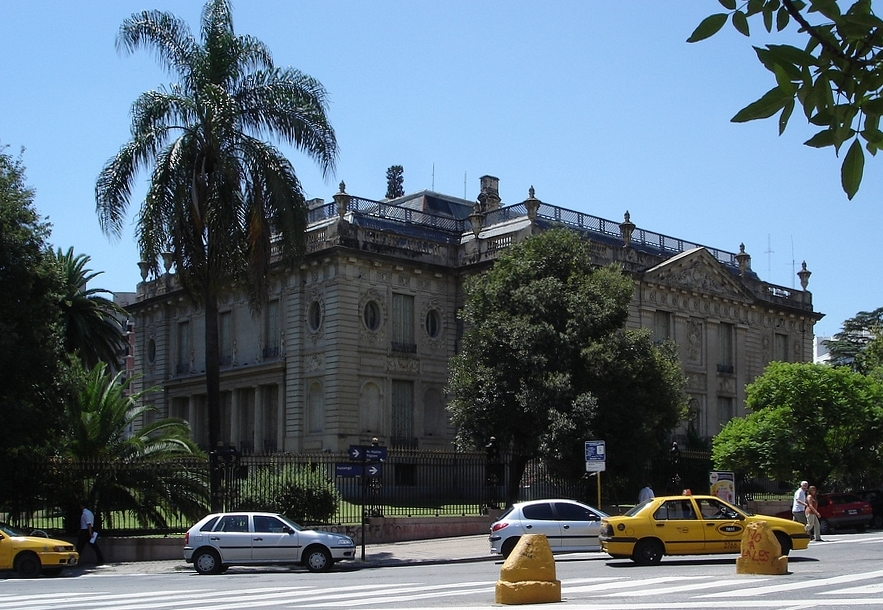
Der Palacio Ferreyra, seit 2007 ein Kunstmuseum

Wegen der industriellen Vergangenheit und Gegenwart der Stadt gibt es mehrere technische Museen in der Stadt. Im Südwesten der Stadt (Barrio Santa Isabel) liegt das Automobilmuseum im Industriekomplex CIADEA. Das Industriemuseum liegt im Parque General Paz und beherbergt neben diversen Fahrzeugen und Maschinen auch das erste drehbare Haus Amerikas (erbaut 1951 von Abdon Sahade), das bis 2004 im Viertel Nueva Córdoba stand und von dort aus ins etwa 4 km entfernte Museum transportiert wurde, um einem Hochhausbau Platz zu machen.
Einige historische Museen geben Aufschluss über die Vergangenheit der Stadt, der Schwerpunkt liegt dabei in der Kolonialzeit. Es gibt zwei bekannte historische Museen: das Historische Museum Marqués de Sobremonte, und das Museum Obispo Fray José Antonio de San Alberto in der Manzana de los Jesuitas. Für Numismatiker interessant sind das Bankmuseum der Provinzbank (Museo Banco de la Provincia de Córdoba) und das Numismatische Museum der Nationalbank, das Münzsammlungen ausstellt.
Das Museo de la Ciudad im Cabildo bietet wechselnde Ausstellungen zu verschiedenen Themen wie Musik, Geschichte, Kunst und Kultur in Córdoba und Argentinien allgemein. Außerdem gibt es in den Ausstellungszentren José Malanca und Obispo Mercadillo sowie im Kulturmuseum General Paz im gleichnamigen Stadtviertel wechselnde Ausstellungen zu verschiedenen Themen. Ein weiteres Ausstellungszentrum ist der zur Universität Córdoba gehörende Pabellón Argentina.

### Bildende Kunst
Mehrere bedeutende Maler und Bildhauer stammen aus der Stadt. Ihre Werke werden meist in den Museen Emilio Carraffa (von der Provinzregierung geführt) und im städtischen Kunstmuseum Genaro Pérez, im Zentrum für moderne Kunst Chateau Carreras sowie in mehreren unabhängigen Galerien ausgestellt.
Einer der Begründer der Kunstszene war der in der Catamarca geborene Emilio Caraffa (1863–1939), der die erste Kunstschule in Córdoba begründete und auch selbst als Maler und Bildhauer erfolgreich war.
In der heutigen Szene besonders bekannt, aber auch umstritten ist der oft der Pop Art zugerechnete franko-argentinische Maler und Bildhauer Antonio Seguí (1934–2022). Der in Paris lebende Künstler schuf unter anderem die Skulpturengruppe La Familia Urbana (Mujer Urbana, Hombre Urbano und Niños Urbanos) in einem häufig als kindlich bezeichneten Stil, aufgebaut auf drei wichtigen Kreisverkehren und am Flughafen der Stadt.

### Theater und Film

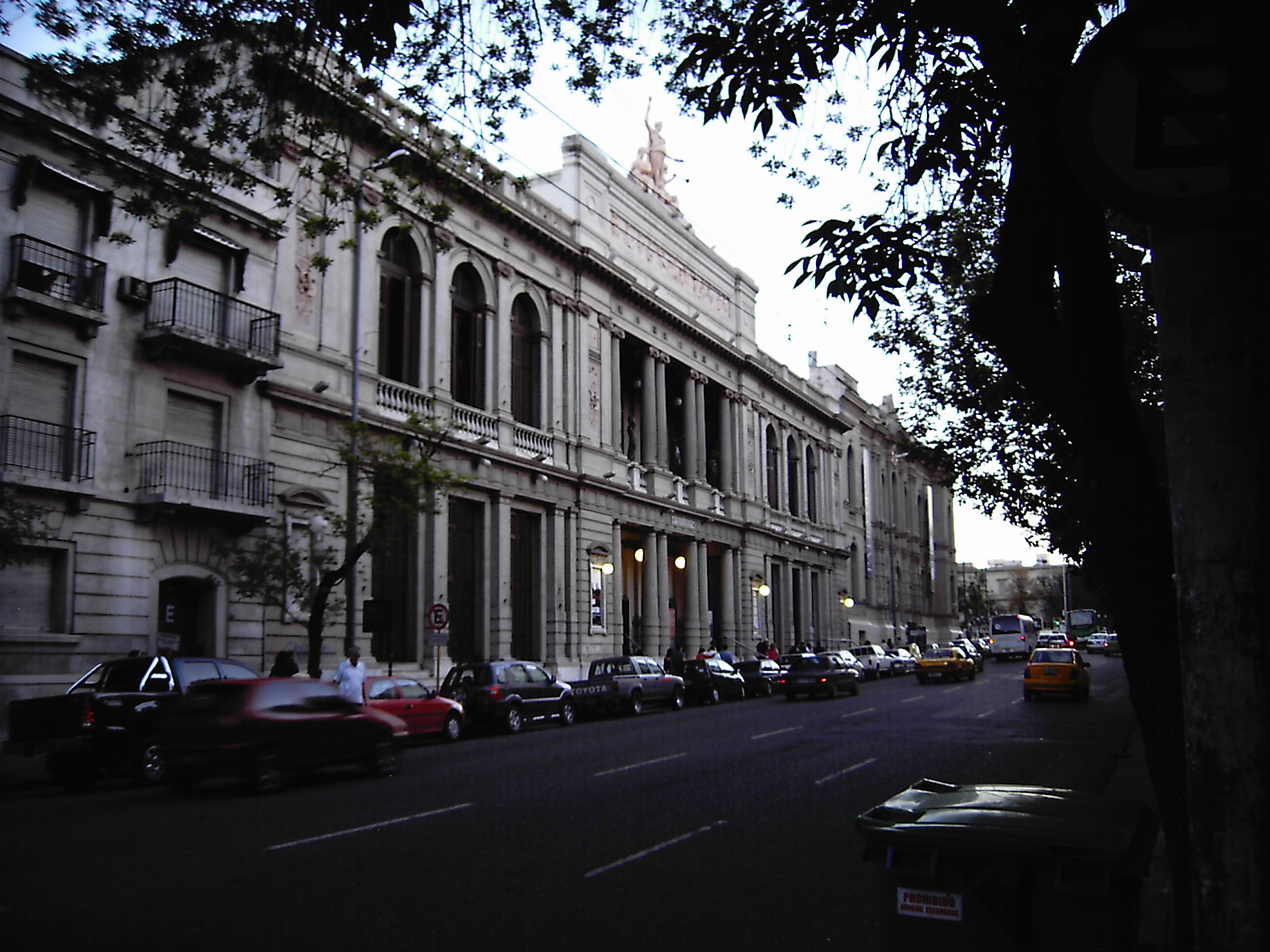
Das Theater Libertador San Martín

Córdobas größtes Theater ist das Teatro del Libertador General San Martín, ein Opernhaus im italienischen Stil der Zeit um 1900. Es hat eine Opernsaison, es finden jedoch auch andere Theaterveranstaltungen diverser Art statt. Weitere bekannte Theater sind das traditionelle Teatro Real, ebenfalls ein neobarockes Opernhaus, und das Teatro Comedia, in denen neben ernsten Theaterstücken auch humoristische Veranstaltungen stattfinden. Daneben gibt es etwa 30 weitere kleinere Theater. Es gibt viele unabhängige Theatergruppen, die oft in Pubs oder auf Kunsthandwerkermärkten auftreten. Das Festival de Teatro del Mercosur, eines der wichtigsten Theaterfestivals Lateinamerikas, findet alle zwei Jahre in Córdoba statt.
Córdoba hat eine relativ große Filmhochschule, die von der staatlichen Universität UNC abhängt. Die lokale Produktion hat jedoch große Schwierigkeiten, aus dem Schatten von Buenos Aires und selbst Rosario zu treten, da in den Filmbereich wenig investiert wird und Talente meist in diese Städte abwandern. Die Kinos der Stadt, zum großen Teil Multiplexe, zeigen hauptsächlich die argentinischen und internationalen Kassenerfolge. Daneben gibt es einige Filmklubs, von denen der bedeutendste der von der Stadt abhängige Cineclub Municipal Hugo del Carril ist und in denen auch lokale Produktionen gezeigt werden.

### Musik
In der Stadt sind mehrere bedeutende Orchester und Ensembles aktiv. Die bekanntesten sind das Sinfonische Orchester der Universität Córdoba, das Sinfonische Orchester der Provinz Córdoba, das Streichorchester der Stadt Córdoba, sowie die Sinfonische Band der Provinz Córdoba. Bis 2007 fand im Winter das Internationale Chorfestival Coricor statt, das Córdoba für den Bereich der Chormusik bedeutend machte. Im Frühjahr findet seit 2003 das Internationale Festival für Zeitgenössische Musik Córdoba statt, das vom Komponisten Juan Carlos Tolosa und dem zeitgenössischen Kammerensemble Córdoba Ensamble begründet wurde.
In der Popmusik ist in den 1940er-Jahren in der Stadt eine eigene Musikrichtung, das Cuarteto, entstanden, ein schneller, fröhlicher Tanz, der mit dem karibischen Merengue verwandt ist und sich im Untergenre Merenteto seit den 1970er Jahren auch mit diesem vermischt hat. Das Cuarteto wird außer in Diskotheken vor allem auf den sogenannten Bailes („Bällen“) getanzt, auf dem die Bands live mehrere Stunden lang in Sportstadien, Turnhallen und Festsälen spielen. Diese Bailes finden von Mittwoch bis Sonntag jeden Tag statt und werden vor allem von der Jugend der Unterschicht besucht; Ausnahme ist die Band La Barra, die auch bei der Oberschicht beliebt ist. Bekanntester Cuarteto-Sänger und eine der am meisten mit Córdoba verbundenen Persönlichkeiten ist Carlos Jiménez, bekannt als „La Mona“; ein weiterer bekannter Sänger war bis zu seinem Tod im Jahr 2000 Rodrigo Alejandro Bueno, der die Musik auch in Buenos Aires bekannt machte und einen Cuarteto-Boom im ganzen Land in der zweiten Hälfte der 1990er-Jahre auslöste.
Im Bereich der Rockmusik existiert zwar eine große und vielfältige Szene, zu landesweiter Bekanntheit haben es aber nur wenige Bands (z. B. Juan Terrenal und Armando Flores) gebracht. Gleiches gilt für andere Bereiche der Popmusik wie Latin Rock (Los Caligaris, Los Cocineros) und Synthie-Pop/Britpop (Enhola, Esporádica). De Boca en Boca, eine Ethno-Pop/Weltmusik – A Cappella – Vokalband, sind lateinamerikaweit mit ihrer Mischung aus Gesängen verschiedener originärer Kulturen der Welt in einem modernen Gewand bekannt.
Im Bereich der elektronischen Tanzmusik existiert in Córdoba seit Ende der 1980er-Jahre eine Szene, die besonders nach 1995 zu einer Massenbewegung geworden ist. Bedeutende DJs im Bereich House, Techno und Dubstep aus Córdoba sind Simbad Segui, Paul Nova, Cristóbal Paz, Martín Huergo, Facu Carri und Andrés Oddone. Es gibt mehrere Bands, die experimentelle elektronische Musik machen, die bekanntesten sind Zort, die bereits mehrmals in Europa auftraten, sowie das Electro-Funk-Projekt Frikstailers.

### Gastronomie und Nachtleben
Eine eigenständige Esskultur hat sich in Córdoba nur in Ansätzen herausgebildet. Im Vergleich zu anderen argentinischen Städten findet man viele einfache arabische Lokale, da viele Einwohner der Stadt arabische Vorfahren haben. Auch in den Familien werden oft arabisch-argentinische Spezialitäten wie die charakteristischen dreieckigen arabischen Empanadas mit einer Füllung aus Hackfleisch, Paprika und Zwiebeln, Niños envueltos (in Mangoldblätter eingewickelter Hackfleisch-Reis) und Quepi (Hackfleischbällchen mit Bulgur-Weizen gemischt) gekocht, arabische Sandwiches wie der Döner Kebap und Schawarma sind dagegen weniger bekannt. Besonders viele Restaurants ballen sich neben dem Zentrum in Nueva Córdoba, in den Vierteln General Paz und Cerro de las Rosas sowie im zentral gelegenen Alberdi.
Das Nachtleben der Stadt ist vielfältig. Typisch sind die Arte Bars, in denen neben Livemusik diverser Richtungen auch Theater geboten wird oder Werke lokaler Künstler besichtigt werden können. Daneben hatte in Córdoba die argentinische LGBT-Club-Bewegung ihren Ursprung; hier gab es die erste speziell auf diese Zielgruppe zugeschnittene Diskothek des Landes.
Die Vergnügungsstätten konzentrieren sich in Nueva Córdoba, am Cerro de las Rosas, im Parque San Martín nahe dem Chateau Carreras im Nordwesten der Stadt sowie am zentralen Ufer des Río Suquía in einem Gebiet, in dem sich bis 1990 der große Markt Mercado de Abasto befand. Dort wurden zahlreiche Markthallen in Diskotheken umfunktioniert. Im Rest der Stadt sind die Diskotheken und Pubs weit verstreut. Einige Clubs finden sich auch außerhalb der eigentlichen Stadt in den Vororten, besonders in Villa Allende, La Calera und Saldán. Im Sommer verlagert sich zudem ein Teil der Szene in den Ferienort Villa Carlos Paz, in dem es einige Großraumdiskotheken gibt.

### Feste und Veranstaltungen
In Córdoba lehnen sich die meisten Feste an den christlichen Kalender an. Die Stadt hat außerdem zwei eigene Feiertage: den Gründungstag oder Día de Córdoba am 6. Juli und den Tag des Schutzpatrons der Stadt, dem heiligen Hieronymus (San Jerónimo auf Spanisch) am 30. September.
Im Sommer konzentrieren sich die Festlichkeiten auf die nahegelegenen Vororte und Fremdenverkehrszentren in den Sierras de Córdoba. Dort werden bekannte Festivals ausgetragen, wie das Folklorefestival von Cosquín und das Rockfestival Cosquin Rock.
Der Karneval beginnt Ende Januar und wird mit traditionellen Umzügen gefeiert. Er hat in Córdoba ein eigenes Gepräge, denn anders als in den meisten anderen Gegenden Argentiniens gibt es keine Umzugswagen, sondern der Schwerpunkt liegt auf den Tänzen, die dargeboten werden. Charakteristische Kostüme sind Teufel, Indianer sowie die volkstümliche, von italienischen Einwanderern geschaffene Figur des Cocoliche bei den Männern, daneben begleiten Trommelgruppen (batucadas) nach brasilianischer Tradition mit knapp bekleideten Gruppen von Tänzerinnen die Umzüge. Es gibt mehr als hundert Murgas (Tanzgruppen), die an den Umzügen teilnehmen und meist jeweils ihr eigenes Stadtviertel repräsentieren. Das Epizentrum des Karnevalsbetriebs liegt im Viertel San Vicente, wo die Karnevalstradition 1895 begründet wurde und bis in die frühen 2000er Jahre die großen Umzüge ausgetragen wurden, bis sie in den Parque Sarmiento verlegt wurden. In letzter Zeit nehmen auch Murgas aus anderen Städten und aus den Nachbarländern an den Umzügen teil. Eine Jury bewertet die verschiedenen Murgas und wählt diejenigen aus, die an der größten Veranstaltung am Karnevalssonntag auftreten dürfen. Zusätzlich wird eine Karnevalskönigin gewählt. Daneben gibt es alternative Karnevalsumzüge und -Veranstaltungen in anderen Stadtvierteln, zum Beispiel in Villa El Libertador.
Besonders viele Touristen ziehen die Festlichkeiten zu Ostern in die Stadt. Am Karfreitag wird in der Stadt ein international bekanntes Passionsspiel von Theatergruppen ausgetragen, bei dem die verschiedenen Stationen des Kreuzwegs an verschiedenen Orten der Stadt dargestellt werden. Am Ostersonntag wird nach der traditionellen Messe in der Kathedrale auf dem zentralen Platz Plaza San Martín ein überdimensionierter Osterkuchen, die rosca gigante, verzehrt. Auch in vielen der touristisch orientierten Vororte der Sierras stehen an diesen Tagen zahlreiche Veranstaltungen auf dem Programm.
Etwa zeitgleich im März oder April wird die Feria Internacional de Artesanías, die Internationale Kunsthandwerkmesse, veranstaltet. Sie findet auf dem Messegelände statt und hat Kunsthandwerker aus der ganzen Welt, hauptsächlich aus Lateinamerika, zu Gast.
Im Herbst findet mit der Sexpoerótica die größte Erotikmesse Argentiniens statt.
Sportlicher geht es beim argentinischen Teil der Rallye-Weltmeisterschaft zu, der jedes Jahr im Spätherbst bis Winter (zwischen Mai und Juli) in Córdoba und Umgebung stattfindet. Seit 2006 beinhaltet diese Veranstaltung, die bis zu einer Million Besucher anzieht, auch einen Geschicklichkeitstest im Stadion Estadio Mario Alberto Kempes.
Im September und Oktober wird die bedeutendste Industriemesse in Córdoba und dem gesamten Landesinneren, die FICO Mercosur (Feria Internacional Córdoba), auf dem Messegelände Predio Feriar veranstaltet. Auf der FICO, die mehrere Branchen von der Lebensmittel- bis zur Automobilindustrie umfasst, präsentieren sich hauptsächlich Unternehmen aus Argentinien und den Nachbarländern.
Im Oktober und November findet das Fest der Einwanderer, die Fiesta de las colectividades, statt. Die Hauptveranstaltung wird im Messegelände Feriar im Westen der Stadt ausgetragen, bei der die traditionellen gastronomischen Spezialitäten der verschiedenen Einwanderergruppen sowie kulturelle Einlagen dargeboten werden.
Ebenfalls zu dieser Zeit im Frühling wird die Feria del Libro (Buchmesse) auf der Plaza San Martín in mehreren Zelten veranstaltet. Dort präsentieren vor allem argentinische Verlage ihre Neuerscheinungen.

## Bevölkerung
Die Einwohner der Stadt sind zum größten Teil Nachkommen von Einwanderern. Die Ureinwohner der Region, die Comechingones und Sanavirones, wurden dagegen schon im frühen 19. Jahrhundert von den Spaniern und danach von den Argentiniern deportiert und nahezu ausgerottet. Heute rechnen sich in der Provinz Córdoba 2,1 Prozent der Haushalte dieser Bevölkerungsgruppe zu.
In der ersten Einwanderungswelle Ende des 19. Jahrhunderts kamen insbesondere Italiener, Spanier und Deutsche sowie Menschen aus dem arabischen Kulturraum, die sogenannten Turcos. Dies bedeutet wörtlich zwar Türken, die meisten von ihnen sind jedoch Nachkommen von Syrern und Libanesen; die Bezeichnung kommt daher, dass alle diese Länder früher Teil des Osmanischen Reiches waren. Die zweite Einwanderungswelle im 20. Jahrhundert, die bis heute anhält, brachte der Stadt einen großen Zustrom von Bolivianern und Peruanern, die heute gemeinsam etwa zehn Prozent der Bevölkerung ausmachen. Es gibt jedoch auch einen hohen Anteil Binnenwanderer aus dem Norden und Nordosten Argentiniens, von denen viele indianischer Abstammung sind. Eine weitere signifikante Binnenwanderergruppe sind Studenten aus dem Landesinneren, die sich nach ihrem Studium in den Universitäten der Stadt dauerhaft dort niederlassen.

### Einwohnerentwicklung
Die Einwohnerzahl von Córdoba wuchs in drei Phasen besonders schnell an: zunächst beim Aufstieg der Stadt im 17. Jahrhundert, dann infolge der Einwanderungswelle 1870–1920, in der die Stadt zur Großstadt wurde, und in den Jahren 1940 bis 1970 parallel zum Wachstum der Industrie, das viele Binnenwanderer aus dem Landesinneren anzog.
Seit den 1990er-Jahren hat sich das Wachstum der Stadt abgeschwächt (seit 2001 weniger als ein Prozent im Jahr), während die Vororte nun schnell wachsen. Laut der Volkszählung 2010 zählte Córdoba 1.329.604 Einwohner, was einem Wachstum von nur 3,5 Prozent respektive des Wertes des Zensus 2001 entspricht.

Entwicklung des bebauten Gebiets von 1573 bis 2007

| Einwohnerentwicklung | Einwohnerentwicklung                     |
| -------------------- | ---------------------------------------- |
| 1573                 | 111 vecinos fundadores (Gründungsbürger) |
| 1600                 | ca. 500                                  |
| 1810                 | 9.080                                    |
| 1870                 | 36.223                                   |
| 1900                 | 72.500                                   |
| 1960                 | 589.153                                  |
| 1980                 | 970.570 (Agglomeration: 1.004.929)       |
| 1991                 | 1.157.507 (Agglomeration: 1.208.554)     |
| 2001                 | 1.267.521 (Agglomeration: 1.368.301)     |
| 2010                 | 1.329.604                                |
| 2022                 | 1.565.112                                |

### Suburbanisierung
Während die zur Agglomeration im engeren Sinne (durchgängig bebautes Gebiet ohne Satellitenstädte) gerechneten Vororte 1980 noch gerade 34.459 Einwohner hatten, waren es 1991 51.047 und 2001 100.780. Die vollständigen Ergebnisse für 2010 stehen hier noch aus.
Dies geht einher mit dem in Argentinien verbreiteten Phänomen der Stadtflucht, das wirtschaftliche und soziokulturelle Gründe hat: die deutlich niedrigeren Grundpreise in der Umgebung und der Hang besonders der Oberschicht, sich in grüne, oft geschlossene Stadtviertel (z. B. Country Clubs) zurückzuziehen, um der Hektik und der Kriminalität zu entfliehen und „unter sich“ zu sein. So ist der Zwischenraum zwischen Córdoba und dem 35 Kilometer nordwestlich gelegenen Salsipuedes in den Sierras Chicas bereits kontinuierlich bebaut. Die Stadt zeigte zeitweise trotz weiter freier Flächen gegen Mitte der 2000er Jahre durch die Anlage großflächiger Country-Clubs Tendenzen, in wenigen Jahrzehnten mit der 40 Kilometer westlich gelegenen Stadt Villa Carlos Paz und damit mit einer ausgesprochen touristischen Gegend zusammenzuwachsen. Im Flächennutzungsplan, der seit 2010 gültig ist, wurden jedoch zahlreiche Flächen als nicht bebaubar ausgewiesen und damit diese Entwicklung gestoppt.
Probleme dieses Wachstums an der Peripherie sind zum einen die Zerstörung der Natur, da insbesondere landschaftlich attraktive Gebiete bei den Hausbauern sehr begehrt sind und Baugenehmigungen vor dem Inkrafttreten des Flächennutzungsplans schnell erteilt wurden. Zum anderen führt besonders in ärmeren Gegenden das explosive Wachstum einiger Vororte, deren Infrastruktur nicht Schritt halten kann, zur Bildung von Elendsvierteln, wie in Estación Juárez Celman, das zwischen 1991 und 2001 seine Einwohnerzahl beinahe verzehnfachte.

## Wirtschaft und Infrastruktur

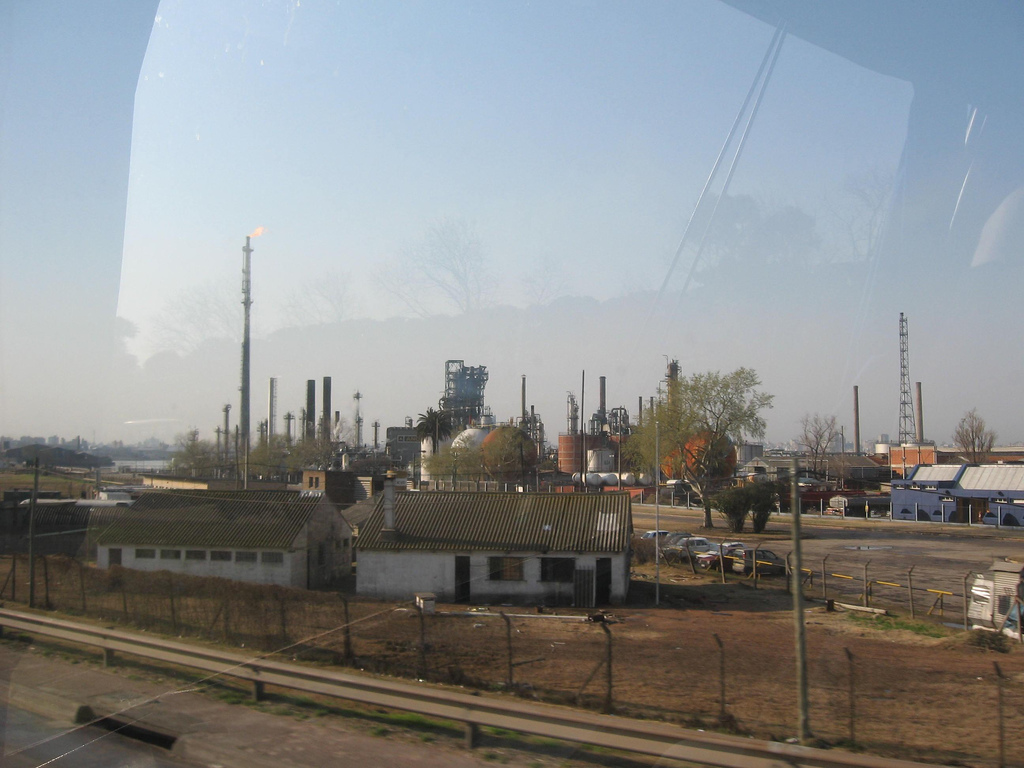
Industriegebiet im Süden der Stadt

Córdoba ist das wichtigste Industrie- und Dienstleistungszentrum Zentral- und Nordwestargentiniens.
Die meisten der Betriebe (77 %) sind im Dienstleistungssektor beheimatet. Davon sind 24 % im Einzelhandel, 10 % im Großhandel, 8 % im Transport, 5 % im Gesundheitsbereich sowie jeweils 1 % in Technologie, Finanz- und Versicherungswesen und in der Bildung angesiedelt. Auf die Industrie entfallen 18 % der Betriebe, davon 25 % in der Herstellung von Lebensmitteln und Getränken, 22 % im Baugewerbe, 16 % auf die Metallindustrie, 7 % auf die Textilindustrie, 5 % auf Möbel- und Holzindustrie sowie 2 % auf die Chemieindustrie. Auf den Primärsektor entfallen 5 % der Betriebe.
Zu beachten ist bei diesen Zahlen, dass die jeweils größten Sektoren auch diejenigen mit den meisten Kleinbetrieben sind; daher wird bei dieser Art der Zählung die tatsächliche Wichtigkeit der Sektoren verzerrt.

### Wirtschaftliche Situation
Im innerargentinischen Vergleich gilt Córdoba als relativ wohlhabende Stadt. Der Durchschnittslohn liegt allerdings ebenso wie die Lebensunterhaltungskosten etwas unter dem Landesdurchschnitt und deutlich unter den entsprechenden Werten aus Buenos Aires. Dafür sind die sozialen Indikatoren wie die Arbeitslosigkeit (8,4 %, 2. Quartal 2010) und die Armutsquote geringer als die Werte der Hauptstadtregion, was auf eine günstigere Verteilung des Volkseinkommens hindeutet.
Das Stadtgebiet wird in der Marktforschung in verschiedene Zonen oder Korridore eingeteilt, die die sozio-ökonomische Lage der Stadtviertel berücksichtigen: Zentrum, Nordwesten, Nordosten, Südosten, Süden (Nueva Córdoba) und Südwesten. Am wohlhabendsten ist dabei der Nordwesten, die landschaftlich und klimatisch attraktivste Gegend, gefolgt vom Zentrum, Nueva Córdoba, dem Südosten, dem Südwesten und dem Nordosten als ärmster und am meisten von Umweltproblemen (vor allem Wasserverschmutzung) geplagten Gegend der Stadt.

### Ansässige Unternehmen

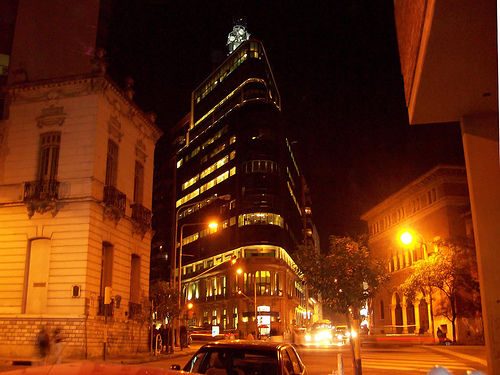
Die Ecipsa Tower, Sitz von Motorola, bei Nacht

Zahlreiche bedeutende nationale und internationale Unternehmen haben ihren Sitz oder eine Filiale in Córdoba. Auch eine Wertpapierbörse – die Bolsa de Comercio de Córdoba – befindet sich hier.
Historisch bedeutend sind die in den 1950er-Jahren angesiedelten Unternehmen der Automobilindustrie. Industrias Kaiser Argentina (IKA) im Stadtteil Santa Isabel im Südwesten gehört heute zum Renault-Konzern. Es war lange Zeit bedeutendster Automobilhersteller der Stadt und stellte unter anderem bis in die 1980er-Jahre das bekannteste rein argentinische Automodell, den Torino, her. Fiat Argentina produziert im Stadtteil Ferreyra im Südosten der Stadt Automobile und Einzelteile; die Produktion von PKW wurde im Krisenjahr 2002 vorübergehend eingestellt, 2006 aber wieder aufgenommen. Volkswagen produziert Getriebe und Automobile im Stadtteil San Carlos im Süden. Daneben gibt es das argentinische Unternehmen Materfer, das landwirtschaftliche Maschinen, Eisenbahnwaggons und seit 2006 Omnibusse herstellt.
Der bedeutendste Flugzeughersteller Argentiniens ist die Fábrica Argentina de Aviones (vormals Fábrica Militar de Aviones) im Südwesten der Stadt. Der Betrieb gehörte ursprünglich den Streitkräften und wurde ab 1995 von einer lokalen Filiale von Lockheed Martin betrieben, von welcher der argentinische Staat 2009 die Aktienmehrheit erwarb und auf diesem Weg den Betrieb wieder verstaatlichte. Hier wird das Aufklärungs- und Schulflugzeug Pampa hergestellt.
Seit den 1990er-Jahren und insbesondere seit der Abwertung des Peso 2002 profiliert sich Córdoba zunehmend als wichtiges Zentrum der Hard- und Software-Industrie Argentiniens. So ist seit Ende der 1990er ein Software-Entwicklungszentrum des Konzerns Motorola hier beheimatet, 2006 siedelte sich Intel an, das Software in der Stadt produziert. Seit 2006 wird in unmittelbarer Umgebung des Flughafens ein Technologiepark errichtet.
Des Weiteren gibt es zahlreiche kleine und mittelständische Unternehmen, die in den verschiedensten Branchen angesiedelt sind. Viele davon wurden von ehemaligen Studenten gegründet; sie sind oft in den Bereichen Software, Medien und Design angesiedelt und haben besonders wegen der Universität gute Standortvorteile.

### Einzelhandel

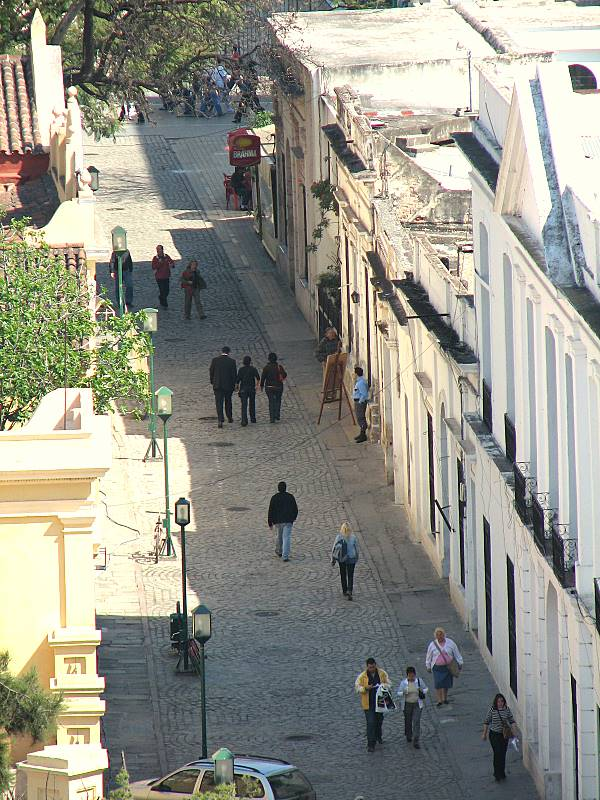
Alter Sektor der Fußgängerzone mit Bauten im Kolonialstil

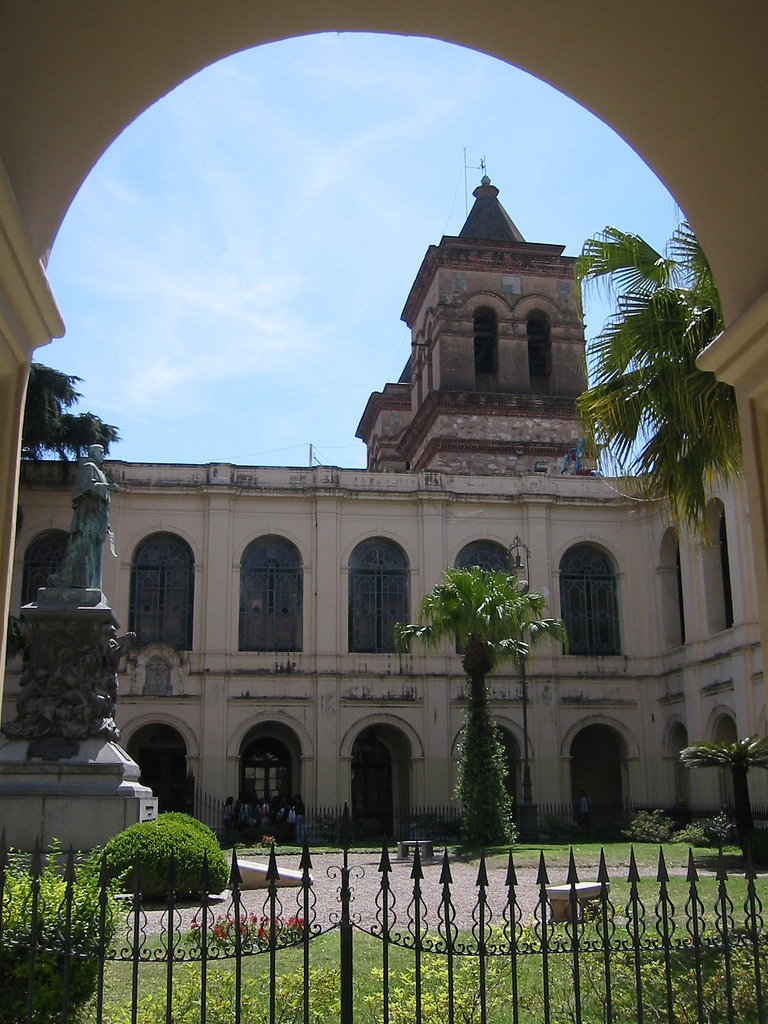
Kolonialer Barockstil: Innenhof in der Manzana Jesuítica im Zentrum

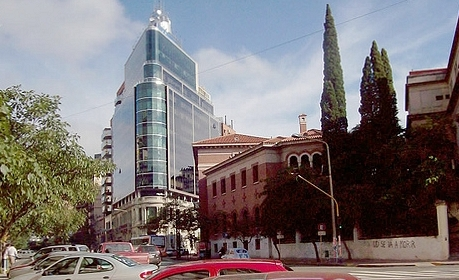
Nueva Córdoba, mit einer Mischung aus Vergangenheit und Moderne

Der Einzelhandel ist wegen der Funktion der Stadt als Dienstleistungszentrum weiter Teile Zentralargentiniens die umsatzstärkste Branche der Wirtschaft, der Markt gilt allerdings als sehr umkämpft, da die Dichte von Unternehmen in diesem Bereich sehr hoch ist. Er konzentriert sich im Zentrum der Stadt und einigen peripheren Gebieten.
Im Zentrum befindet sich ein Großteil der Geschäfte im Bereich der Fußgängerzonen rund um die Plaza San Martín, wo sich besonders viele Modegeschäfte befinden. Im Bereich um den Mercado Norte, dem wichtigsten Lebensmittelmarkt des Zentrums etwa einen Kilometer weiter nördlich ballen sich Fachgeschäfte verschiedenster Branchen. Das Gleiche gilt in geringerem Maße für den Mercado Sur einen Kilometer südlich des Zentrums nahe dem Viertel Nueva Córdoba. Dieses gilt gemeinsam mit dem Cerro de las Rosas als In-Shoppingzentrum, wo besonders auf eine junge Klientel ausgerichtete Modeläden angesiedelt sind.
Seit den 1980er-Jahren haben sich zahlreiche Großmärkte und Shoppingzentren im US-amerikanischen Stil in Córdoba angesiedelt. Die wichtigsten Shopping-Malls sind im Zentrum der Patio Olmos und der Garden Shopping, im Westen das Nuevocentro Shopping und im Norden das Córdoba Shopping und der Dinosaurio Mall.

### Stadtbild, Architektur und Wohnsituation
Das Stadtbild von Córdoba ist uneinheitlich und vereinigt Elemente verschiedener architektonischer Stilepochen weitgehend übergangslos in sich.
Das Zentrum wurde ursprünglich von den barocken Bauten der Jesuiten aus dem 17. und 18. Jahrhundert dominiert. Dazu kamen mehrere neobarocke Gebäude aus der Zeit zwischen 1870 und 1930, als die Stadt ihre erste große Wachstumsphase hatte. Zahlreiche Neubauten aus dem 20. Jahrhundert haben den architektonischen Charakter jedoch nachhaltig verändert, so dass große Teile der Stadt heute einen modern-funktionalen Charakter haben. In einigen Ecken hat sich die Kolonialarchitektur jedoch noch erhalten, die betroffenen Bauten stehen unter Denkmalschutz.
In einigen ans Zentrum angrenzenden Stadtvierteln befinden sich ebenfalls noch zahlreiche Altbauten. Sie werden barrios tradicionales, traditionelle Stadtviertel, genannt. In diesen Vierteln, insbesondere in San Vicente, Alta Córdoba, General Paz, Pueyrredón und Juniors siedelten sich die wohlhabenden Einwandererfamilien ab Mitte des 19. Jahrhunderts an und bauten ihre villenhaften Residenzen in verschiedensten Baustilen. Ähnliches gilt für den neueren Cerro de las Rosas (ab den 1920er-Jahren), in dem man ebenfalls in der Architektur Reminiszenzen an die Herkunft der Familien findet, so gibt es etwa Residenzen im Fachwerkhaus-Stil oder nachgebaute englische Landhäuser. Einige wenige Stadtviertel wurden nach den Einwandergruppen benannt, die sich dort ansiedelten, etwa das Barrio Inglés (Englisches Viertel) und das Barrio Armenio (Armenisches Viertel), beide im Stadtteil Pueyrredón; dort ballen sich die Wohnhäuser mit Elementen aus dem Herkunftsland der Einwanderer.
Einige Stadtviertel sind nicht natürlich gewachsen, sondern wurden auf dem Reißbrett geplant. Dies gilt im zentralen Bereich insbesondere für Nueva Córdoba (Neu-Córdoba) südlich des Zentrums, das im Jahr 1886 vom Architekten Carlos Thays in das Projekt des Parque Sarmiento eingeplant wurde. Dort wurden die Häuser ebenfalls größtenteils im spanisch beeinflussten neobarocken Stil errichtet, in der zweiten Hälfte des 20. Jahrhunderts wurden diese Bauten jedoch von Hochhäusern verdrängt. Diese dominieren seitdem das Bild dieser Gegend, die hohe Quadratmeterpreise aufweist.
Seit den 1980er Jahren wurden Wolkenkratzer im Glasbeton-Stil errichtet, die aus der ansonsten aufgrund von Höhenbeschränkungen einheitlichen Skyline herausstechen. Das höchste Bauwerk, der Komplex Torres Capitalinas, misst 126 Meter, ein weiterer herausstechendes Hochhaus ist die Torre Ángela (110 m). Niedrigere, aber wegen ihres Designs oder ihrer Lage herausstechende Hochhäuser sind die Torre Ecipsa (ursprünglich Córdoba Business Tower) in Nueva Córdoba und das Sheraton-Hotel Córdoba westlich des Zentrums.
Außerhalb der zentralen Stadtteile hat das Stadtgebiet für eine Großstadt eine relativ niedrige Bevölkerungsdichte. Die Mittelschichts- und Arbeiterviertel der Außenbezirke sind architektonisch uneinheitlich. Schlichte, funktionelle Flachbauten wechseln sich mit wenigen aufwändiger errichteten Wohnhäusern ab. Einige Viertel wurden mit Boulevards und zentralen Grünflächen (Beispiele: Parque Liceo, Parque República, Residencial América) oder einem bewusst unregelmäßigen Straßennetz (Beispiele: Residencial Olivos, SMATA) angelegt, anderen fehlte ein urbanistisches Konzept. In der Vergangenheit wurden oftmals ungeordnet neue Baugründe an der Peripherie erschlossen, dabei blieben weite ungenutzte Flächen in relativ zentralen Teilen der Stadt übrig.
1996 gab es mit dem Plan Estratégico Córdoba (PEC) eine umfangreiche und in Teilen erfolgreiche stadtplanerische Initiative, um das Stadtbild zu ordnen. Seit 2008 wird mit dem unregelmäßig aktualisierten, einheitlichen Flächennutzungsplan Plan Director versucht, der Zersiedlung und anderer Missstände entgegenzuwirken.
Wie viele andere südamerikanische Städte hat auch Córdoba zahlreiche Elendsviertel, die meist auf informeller Basis, also durch illegale Landnahme, entstanden. Etwa 110 000 Menschen, acht Prozent der Stadtbevölkerung, wohnten laut dem argentinischen Statistikamt INDEC 2001 in einer dieser Siedlungen, in Argentinien Villa Miseria genannt, je nach Schätzung gab es zwischen 103 (offizielle Schätzung) und 158 (Studie der Nichtregierungsorganisation Sehas 2003) dieser informellen Siedlungen. Das größte Elendsviertel Villa La Tela liegt im Südwesten der Stadt und hat mit etwa 15 000 Einwohnern eine der höchsten Einwohnerzahlen aller argentinischen Elendsviertel überhaupt.
Die Wohnsituation verbesserte sich im frühen 21. Jahrhundert aufgrund einer vielfältigen Bautätigkeit sowohl seitens des Staates wie seitens von unabhängigen Wohnungsbaugenossenschaften. Ab 2002 ging wegen neuer Programme des sozialen Wohnungsbaus die Zahl der Elendsviertel zeitweise zurück; so kam Sehas bei einer Folgeuntersuchung 2007 einen Rückgang der informellen Siedlungen auf 118 und deren Einwohnerzahl von 103 650 (2001) auf 63 778.
Ein umfangreiches, aber auch umstrittenes Programm des sozialen Wohnungsbaus war das von der Provinzregierung und der Interamerikanischen Entwicklungsbank finanzierte Nuevos Barrios – Mi Casa, Mi Vida (2001 bis 2008), bei dem Bewohner von Elendsvierteln in großflächige, von kleinen Einfamilienhäusern dominierte Neubaugebiete am Stadtrand umgesiedelt wurden. Das Programm umfasste 11 100 Wohneinheiten. Bei diesem Programm wurde von Kritikern allerdings bemängelt, dass die zu den untersten sozialen Schichten gehörenden Bewohner der weit außerhalb gelegenen Viertel weite Wege zu ihren Arbeitsplätzen zurücklegen mussten. Auch wurde die Monumentalität des Projektes als nicht zeitgemäß betrachtet, da so die Bildung von ghettoartigen Gesellschaften und deren Ausgrenzung durch den Rest der Stadtbevölkerung favorisiert werde. Auch die Annahme der neuen sozialen Wohnsiedlungen durch die Bewohner benachbarter Stadtviertel war teilweise negativ, im Stadtviertel Matienzo gab es aus diesem Grund im Jahr 2005 mehrere Wochen andauernde Unruhen.
Von einem anderen Standpunkt geht das vom Bundesstaat angeleitete Programm Promeba (Programa de Mejoramiento de Barrios) aus, das vom brasilianischen Favela-Bairro inspiriert wurde. Es sieht die gezielte Urbanisierung der Elendsviertel selbst vor. Integriert ins Promeba ist das Unterprogramm Arraigo, das die Legalisierung der Grundstückstitel vorsieht, wenn sich die Elendsviertel auf Territorium des Staates befinden. Mehrere Viertel von Córdoba werden derzeit nach diesem Modell urbanisiert.
Die Baugenossenschaften wiederum werden von den Nichtregierungsorganisationen Serviproh und Sehas mit Rechtsbeistand betreut. Sie bauen preisgünstige Wohnungen in kleinen Mengen in der Nähe der ursprünglichen Ansiedlungen, mit dem Ziel, die Integration der Bewohner in ihrem Siedlungsgebiet beizubehalten. Des Weiteren werden einige Sozialwohnungskomplexe auch von Gewerkschaften erbaut, wie das im Süden von Córdoba gelegene Hochhausviertel Barrio SEP.
Die Bautätigkeit ist auch in wohlhabenderen Gebieten der Stadt sehr aktiv. Auch in weiter außerhalb gelegenen Vierteln werden stetig Wohnblocks und Hochhauskomplexe errichtet. Besonders in den 1990er und 2000er Jahren wurden zahlreiche geschlossene, großflächige Wohnanlagen für die Oberschicht in der Peripherie erbaut, die in Argentinien als Country Clubs bezeichnet werden. Neuere Erscheinungsformen sind eingezäunte, bewachte integrierte Hochhauskomplexe in zentraleren Gegenden sowie geschlossene Wohnanlagen mit kleineren Grundstücken für die Mittelschicht.

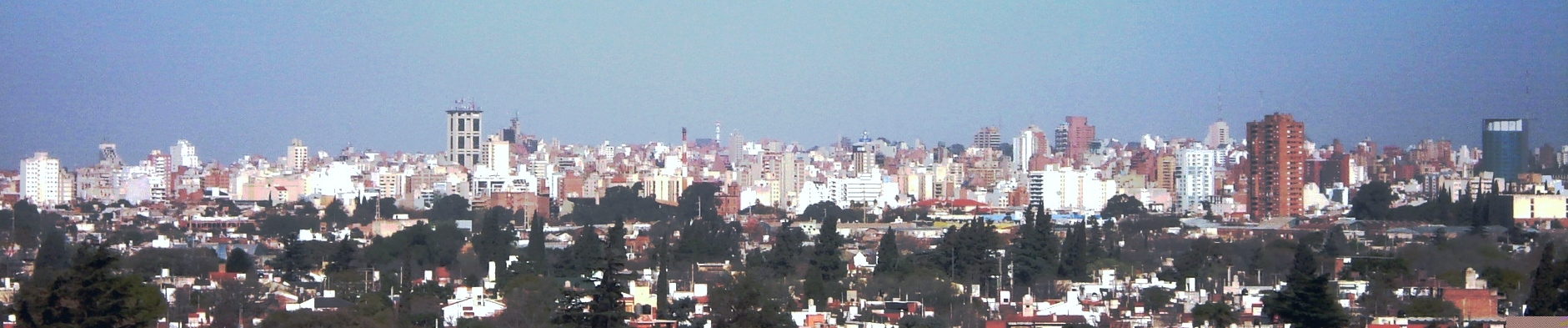
Panorama von Córdoba vom Río Suquía aus: links Nueva Córdoba, in der Mitte die Torre Angela, rechts das Sheraton-Hotel

### Medien
Die bedeutendste Tageszeitung der Stadt ist die 1904 gegründete La Voz del Interior. Sie ist politisch uneinheitlich positioniert und mit teilweise hochwertigem Journalismus versehen und gehört respektive ihrer Auflage zu den zehn bedeutendsten Tageszeitungen Argentiniens, wird jedoch praktisch nur in der Provinz Córdoba verkauft. Sie gehört einer spanisch-argentinischen Unternehmensgruppe. La Mañana de Córdoba ist die zweitwichtigste Zeitung, ihr Schwerpunkt liegt auf dem Bereich Wirtschaft, was vor allem daran liegt, dass die Zeitung lange zur Gruppe des führenden argentinischen Wirtschaftsblattes Ámbito Financiero gehörte. Día a Día, Hoy Día Córdoba und Reporte 15 decken das Niedrigpreis-Segment ab. Zusätzlich erscheint die Wirtschaftszeitung Comercio y Justicia sowie die Gratiszeitung El Diario del Bolsillo. Zeitschriften, die in der Stadt herausgegeben werden, sind unter anderem das Politikmagazin Orillas, das Veranstaltungsblatt Aquí, die Boulevard- und Szenezeitschrift Las Rosas und die Musikzeitschrift Todo Cuarteto.
Es gibt in der Stadt eine Vielzahl von privaten und staatlichen Radiosendern. Der bei weitem bekannteste ist der landesweit auf UKW und MW sendende Cadena 3 (LV3), gefolgt von LV2 und dem kultur- und wissenschaftlich orientierten Radio Universidad der Universität UNC. Die meisten Sender spielen reine Musikprogramme mit nur sporadischen textorientierten Sendungen, viele sind der Cuarteto-Musik gewidmet.
Die landesweiten Fernsehsender Telefe und Canal 13 senden in Córdoba über die Partnersender Teleocho und Canal 12 ein Regionalprogramm mit eigenen Produktionen. Der von der UNC abhängige Canal 10 sendet neben eigenen Produktionen auch Formate des staatlichen Canal 7 und der Privatsender América TV und Canal 9 aus Buenos Aires. Er gilt als Sender mit dem anspruchsvollsten Programm und zeigt auch Nischenthemen und alternative Produktionen. Zudem gibt es einige Kabelsender wie Suquía, der sich größtenteils aufs Ausstrahlen von Cuarteto-Musik beschränkt.

### Tourismus
Die Stadt wird jährlich von mehreren Hunderttausend Touristen besucht. Ziel sind vor allem die kolonialen Bauwerke im Zentrum sowie die Museen und kulturellen Institutionen. Das westliche Umland der Stadt um Villa Carlos Paz, aber auch in den Vororten Río Ceballos und Alta Gracia gehört zu den bekanntesten Touristengebieten des Landes, nach der Atlantikküste und den Südanden.

### Verkehr

#### Fernverkehr
Der Flughafen der Stadt, Ingeniero Taravella (IATA-Code COR), auch als Pajas Blancas bekannt, ist der drittwichtigste des Landes nach den zwei Flughäfen von Buenos Aires. Er wurde 2006 erneuert und ausgebaut und hat seitdem eine Kapazität von drei Millionen Fluggästen im Jahr. Seit der Luftfahrtskrise ab 2002, als Folge der Abwertung in der Argentinien-Krise die Passagierzahlen stark zurückgingen, sind die Verbindungen im Vergleich zu den 1990er-Jahren stark ausgedünnt worden. Internationale Direktverbindungen gibt es zurzeit (2016) nach Brasilien, Chile, Panama und Peru.
Zentrum des Mittelstreckenverkehrs sowie des inländischen Fernverkehrs ist der Busbahnhof (Terminal de Omnibus), von dem aus es Verbindungen in beinahe alle wichtigen Städte Argentiniens gibt, ebenso internationale Verbindungen nach Chile, Uruguay und Brasilien (direkt) sowie nach Bolivien, Peru, Ecuador und Paraguay (mit Umsteigen). Der Busbahnhof wurde 2011 um ein zweites Abfertigungsgebäude erweitert und ist seitdem mit über hundert Bussteigen einer der größten des Landes.
Die Stadt hat mehrere Bahnhöfe und war bis 1992 ein bedeutendes Zentrum des Schienenverkehrs, bis die Privatisierungspolitik der Regierung Carlos Menem zur Einstellung fast des gesamten Eisenbahnfernverkehrs des Landes führte. Nur zwei der Bahnhöfe sind derzeit in Betrieb, die Estación Mitre im Zentrum unweit des Busbahnhofs und die Estación Rodríguez del Busto im Nordwesten, der nur für die Nahverkehrszüge Tren de las Sierras genutzt wird. Von Córdoba Mitre aus fahren wöchentlich zweimal ein Nahverkehrszug nach Villa María und ein Fernzug zwei- bis dreimal wöchentlich nach Rosario und Buenos Aires. Im Mai 2006 wurde mit den Planungen für eine regelspurige Schnellfahrstrecke (TAVe) begonnen, die unter Nutzung von bestehenden Meter- und Breitspurstrecken bis Buenos Aires und später bis Mar del Plata führen sollte; die Realisierung des Projekts ist jedoch nach langjährigen Verzögerungen ungewiss.
Das Fernstraßennetz der Region ist sternförmig auf Córdoba aus gerichtet. Von besonderer Bedeutung ist die Ruta Nacional 9, die die Stadt mit Buenos Aires und Rosario im Südosten und mit Santiago del Estero, San Miguel de Tucumán, Salta und San Salvador de Jujuy im Nordwesten verbindet. Sie ist auf dem Abschnitt südöstlich von Córdoba seit 2010 durchgehend zur Autobahn ausgebaut, während der Nordabschnitt nach Santiago del Estero nur streckenweise erweitert wurde. Die Ruta Nacional 20 nach San Juan verbindet Córdoba mit dem Cuyo und ist bis Villa Carlos Paz eine Autobahn. Die Hauptverbindungen nach Santa Fe (Ruta Nacional 19) und Río Cuarto sowie Patagonien (Ruta Nacional 36) wurden ab den frühen 2010er Jahren graduell autobahnähnlich ausgebaut.

#### Öffentlicher Personennahverkehr

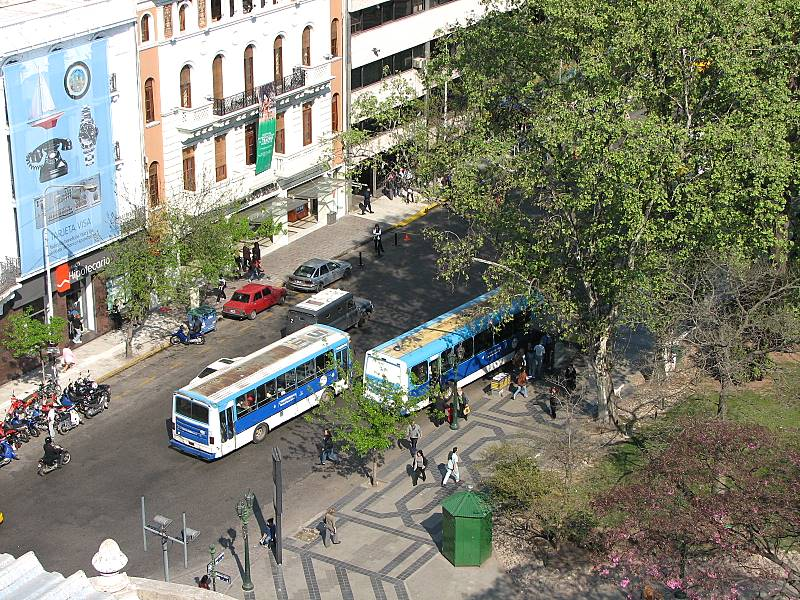
Busse des öffentlichen Personennahverkehrs

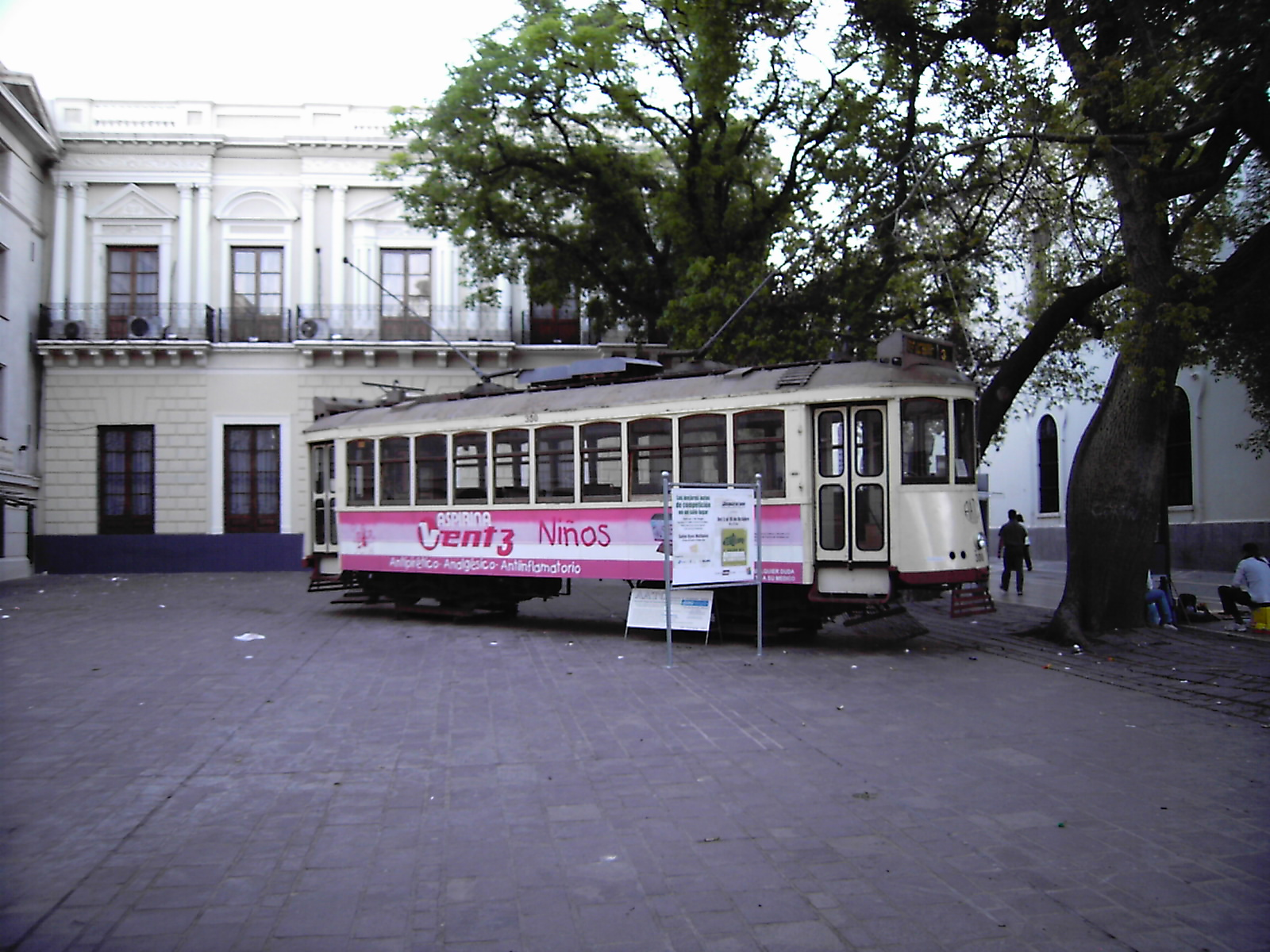
Alter Straßenbahnwagen

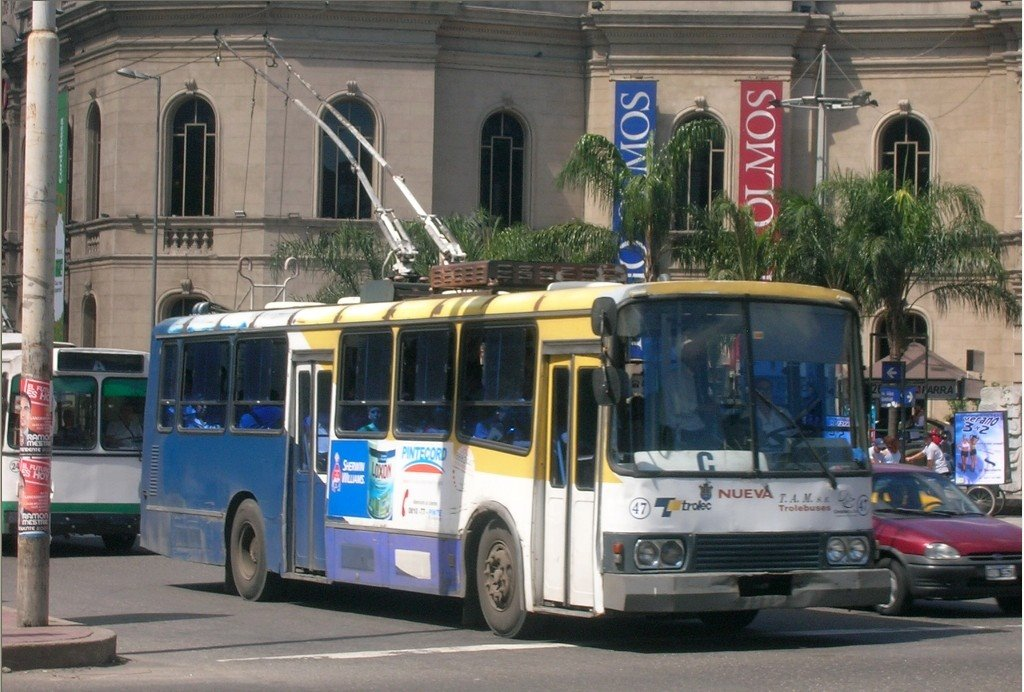
Obus

Der öffentliche Personennahverkehr der Stadt hat seine Ursprünge in der zweiten Hälfte des 19. Jahrhunderts, als die Stadt wegen des Zustroms von Einwanderern schnell zu wachsen begann. Im Jahr 1879 wurde als erstes öffentliches Nahverkehrsmittel der Stadt eine Pferdestraßenbahn installiert. Wegen des warmen, aber auch wechselhaften Klimas waren ein Teil der Wagen in offener Bauweise gebaut. 1909 wurde das Straßenbahnnetz elektrifiziert, wobei die offene Bauweise beibehalten wurde, indem die Wagen mit sehr großen, aufklappbaren Fenstern ausgerüstet wurden. Ab 1930 begannen nach dem Vorbild von Buenos Aires zunehmend Busse (colectivos) zu verkehren. In den 1940er und 1950er Jahren geriet die Straßenbahngesellschaft vor allem wegen dieser neuen Konkurrenz zunehmend in wirtschaftliche Probleme, die nicht behoben werden konnten. Dies führte 1962 zur Gesamtstilllegung des Netzes. Seit diesem Jahr wird der öffentliche Personennahverkehr fast ausschließlich auf der Straße bewältigt.
Die heute etwa 60 innerstädtischen Buslinien (urbanos) sind in einem Farbschema organisiert, wobei jede Farbe einen von sechs Korridoren repräsentiert; zusätzlich gibt es zwei Ringlinien (Anillo Interior und Anillo Exterior) sowie drei Oberleitungsbuslinien. Für die Zahlung werden Magnetkarten verwendet. Das Stadtbussystem wird einerseits von der Stadtregierung im Staatsbetrieb TAMSE (Transportes Automotores Municipales Sociedad del Estado), der die Obuslinien betreibt, zum großen Teil aber von privaten, von der Stadt subventionierten Unternehmen (Coniferal, Transportes Santa Fe und ERSA) betrieben. Es ist oft Zielpunkt von Kritik, da die Frequenzen niedrig und die Busse daher häufig überfüllt sind.
Die Stadtlinien werden von etwa 30 Vorortlinien (interurbanos) ergänzt, die alle von privaten Trägern betrieben werden. Jedes Busunternehmen hat ein eigenes Tarifsystem, es gibt jedoch einen Rahmen, der von der Provinz diktiert wird und deren Preise nicht überschritten werden dürfen. Einige Vorortlinien, vor allem die Linien nach Villa Carlos Paz, haben höhere Frequenzen als die meisten Stadtbuslinien.
2009 begann der Betrieb des Tren Metropolitano Córdoba, eines Stadtbahnnetzes, damals unter dem Namen Ferrourbano. Die erste Linie, am 18. Juni 2009 eingeweiht, führte vom Bahnhof Belgrano im Viertel Alta Córdoba nach Rodríguez del Busto im Nordwestteil. Weitere in Bau befindliche Linien schließen diese Strecke an den innerstädtischen Fernbahnhof Mitre sowie die Bahnhöfe Ferreyra und Flores im Süden der Stadt an. Wegen Sicherheitsproblemen in einem Elendsviertel wurde die erste Linie zunächst nicht als vollwertige Stadtbahn betrieben und 2012 wieder eingestellt. Seit 2021 verkehrt die Stadtbahn wieder auf der Belgrano-Bahnstrecke zwischen den beiden Endbahnhöfen Belgrano und Mitre im Stadtgebiet und La Calera. Zeitweise existierte ein Projekt zum Bau von zwei U-Bahn-Linien, das jedoch (Stand 2023) nicht umgesetzt wurde.
Ergänzt wird das Verkehrssystem von Taxis und Remises, einer Art Funktaxis. Während die Taxis gelb gestrichen sind, sind die Remises grün und dürfen offiziell Passagiere nur nach Bestellung per Telefon aufnehmen. In den Krisenjahren 2002 und 2003, als das Bussystem besonders schlecht funktionierte, nahmen die Taxis und Remises Fahrgäste für Busmünzen mit, fungierten also als Sammeltaxis, auch wenn die sehr strengen gesetzlichen Regelungen für diese Art des Verkehrs dies nicht erlaubten. Zudem gab es zeitweise private, nicht genehmigte Busse und Kleinbusse, sogenannte piratas, die oft in sehr schlechtem Zustand waren und Fahrgäste für denselben Preis wie die normalen Busse beförderten. Für Aufsehen sorgte 2003 ein Projekt, diese illegalen Unternehmen zur Erhöhung der Frequenzen zu legalisieren, das aber unter anderem wegen der sich bessernden wirtschaftlichen Situation, die die Modernisierung des Fuhrparks erlaubte, nicht umgesetzt wurde.

#### Städtisches Straßennetz

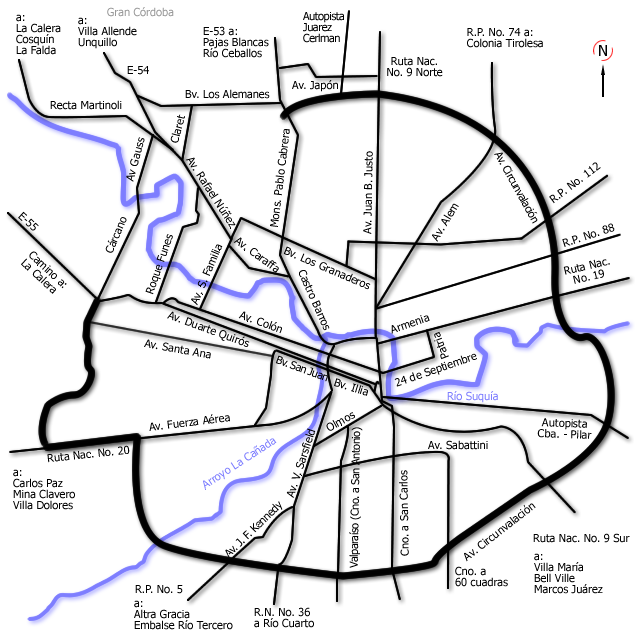
Plan des Hauptstraßennetzes

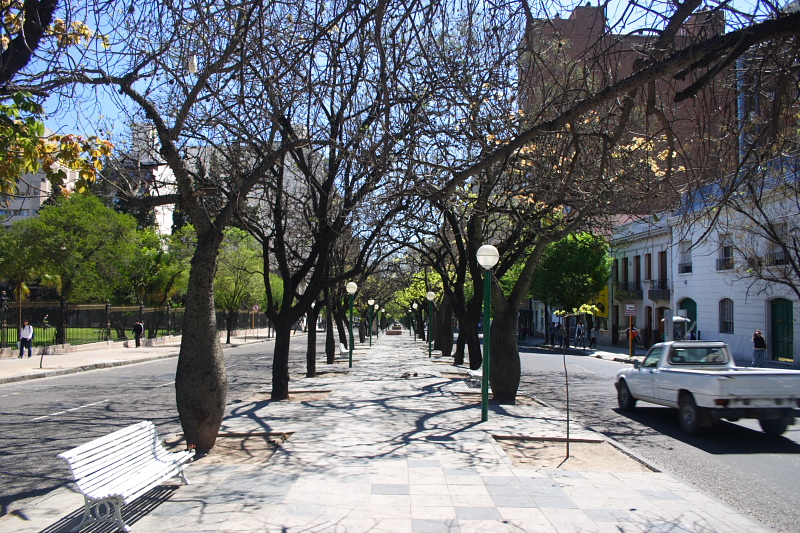
Der Boulevard Chacabuco auf seinem Teilstück in Nueva Córdoba

Lage der Universitäten in Córdoba. 1. Nationale Universität Córdoba (UNC), 2. Nationale Technologie-Universität (UTN), 3. Katholische Universität Córdoba (UCC), 4. Blaise-Pascal-Universität, 5. Universität des 21. Jahrhunderts, 6. Luftfahrttechnische Universität

Die Straßen von Córdoba sind überwiegend nach dem Schachbrettmuster angelegt. In der Innenstadt, aber auch in den meisten Stadtvierteln, sind die meisten Straßen Einbahnstraßen, die zum Teil mehr als fünf Spuren aufweisen (Spitzenreiter ist der Boulevard Chacabuco/Avenida Maipú, eine achtspurige Einbahnstraße).
Umgeben wird Córdoba von der Avenida Circunvalación, einer Ringautobahn. Ein innerer Straßenring, Ronda Urbana genannt, wurde teilweise umgesetzt. Außerdem gibt es den Anillo del Gran Córdoba, auch Ruta Provincial C-45, ein äußeres Ringsystem um den Vorortgürtel der Stadt, der sie in einem Radius von etwa 50 km umfährt. Es fehlt jedoch ein umfangreiches Teilstück im Osten.

### Bildung und Wissenschaft

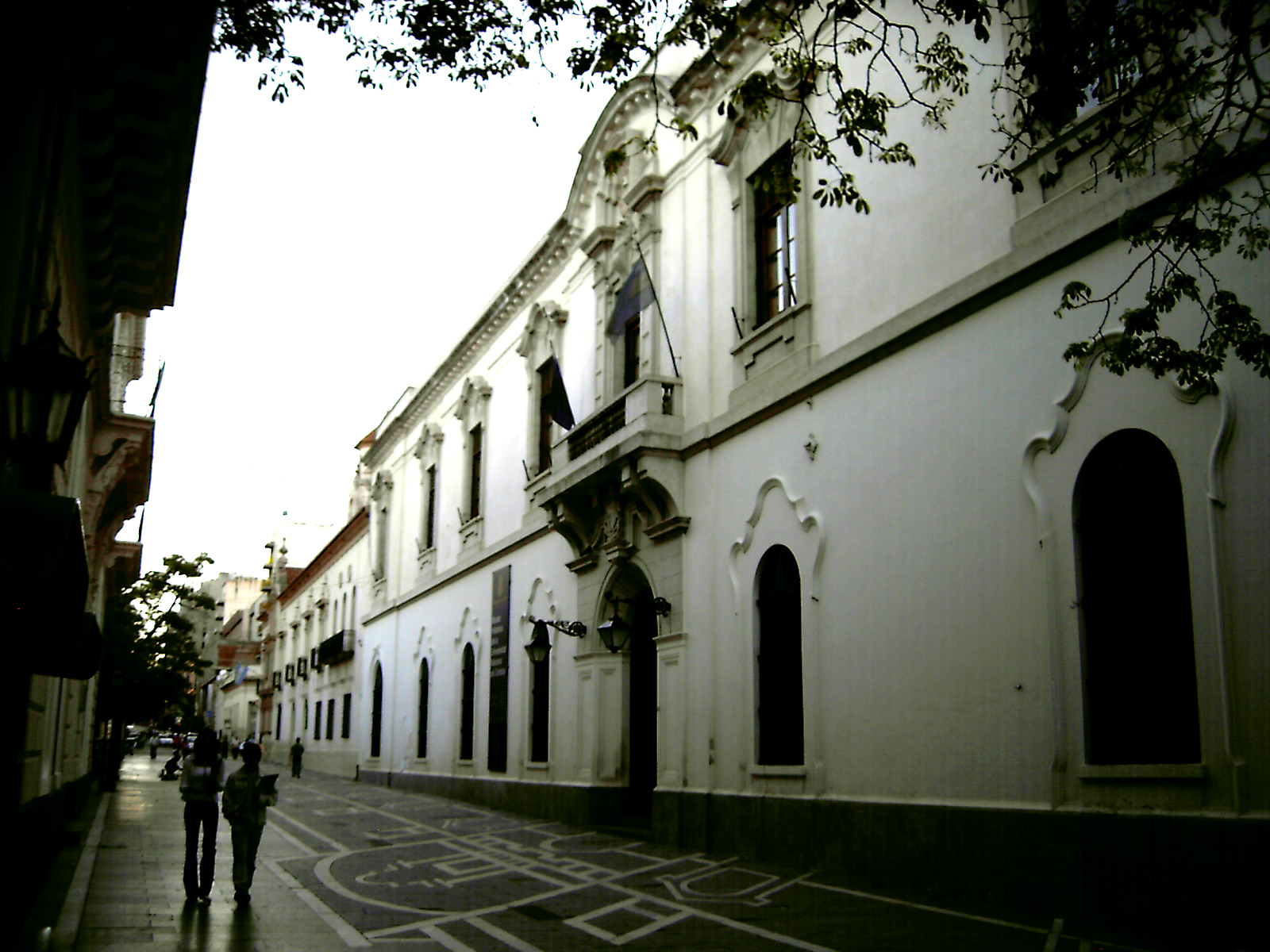
Ehemaliges Rektorat der Universität Córdoba

Das Bildungsniveau der Bürger der Stadt ist überdurchschnittlich. Von den Einwohnern über 15 Jahren haben 12,23 % eine universitäre Ausbildung (Landesdurchschnitt: 8,73 %), 33,13 % eine abgeschlossene Oberschulausbildung (24,49 %), 42,60 % die abgeschlossene Grundschulbildung ohne Oberschule (48,87 %) und nur 12,04 % keine abgeschlossene Grundschulausbildung (17,90 %). 1,33 % sind Analphabeten.
Die Stadt hat mehrere Universitäten. Die größte und bekannteste ist die 1613 gegründete Universidad Nacional de Córdoba (UNC) mit etwa 118.000 Studenten (2005), sie ist die älteste Universität Argentiniens überhaupt sowie die zweitgrößte nach der Anzahl der Studierenden. Es folgen die auf Ingenieurwissenschaften spezialisierte Universidad Tecnológica Nacional (UTN), die im Land mehrere Filialen betreibt, das ebenfalls staatliche Instituto Universitario Aeronáutico, die Studiengänge rund um die Luftfahrt anbietet, und die von der katholischen Kirche abhängige Universidad Católica de Córdoba, außerdem gibt es die privaten Universidad Blas Pascal und Universidad Empresarial Siglo 21 sowie zahlreiche nicht als Universitäten geltende, staatliche und private Hochschulen, die sogenannten Terciarios, vergleichbar in etwa mit Fachhochschulen und Pädagogischen Hochschulen. Die von der Stadtregierung abhängige Universidad Libre del Ambiente ist keine Universität im herkömmlichen Sinne, sondern ein wenig formelles Institut, das Kurse und Kampagnen zum Thema Umweltschutz anbietet.
Der Wissenschaftsbetrieb findet hauptsächlich in den Fakultäten der UNC und dort insbesondere in der medizinischen Forschung, in der Robotik und Bionik sowie im Centro de Estudios Avanzados (Zentrum für fortgeschrittene Studien) statt, das in den Sozialwissenschaften aktiv ist. Außerdem gibt es eine Reihe privater Forschungseinrichtungen in diversen Gebieten.
Die Schulen der Stadt sind von mehreren, meist staatlichen Trägern organisiert, die meisten hängen von der Stadt (municipio) und der Provinz Córdoba ab, es gibt aber auch zahlreiche private und kirchliche Schulen. Die bekanntesten Einrichtungen sind die von der UNC abhängigen Colegio Nacional de Montserrat und Escuela Manuel Belgrano, daneben gibt es auch unter anderen auch eine deutsche Schule (Colegio Alemán).

### Sicherheit und Kriminalität
Der Polizeidienst der Stadt steht auf drei Pfeilern. Die Policía Federal (Bundespolizei) hängt vom Staat Argentinien ab und kümmert sich um die Einhaltung der Bundesgesetze, beispielsweise der Bekämpfung des Drogen- und Waffenhandels. Die Policía de Córdoba hängt von der Provinz ab und stellt den bei weitem größten Teil der Sicherheitskräfte. Sie kümmert sich um die Einhaltung der Provinzgesetze und übernimmt auch die Aufgabe der Bewachung und Sicherung privater und öffentlicher Einrichtungen. Ihre bekannteste Division ist das Comando de Acción Preventiva (C.A.P., deutsch Präventives Aktionskommando), das in geländegängigen Fahrzeugen die Aufgabe des präventiven Patrouillierens durch Stadt und Umgebung sowie die Vornahme von Polizeikontrollen übernimmt. Daneben gibt es die Policía Municipal, die Gemeindepolizei, die allerdings mit weit weniger Befugnissen als Provinz- und Bundespolizei ausgestattet ist, sie darf zum Beispiel keine Festnahmen vornehmen. Sie kümmert sich um die Einhaltung der Gemeindenormen, ihr unterstehen die Policía de Tránsito (Verkehrspolizei) und zahlreiche weitere Divisionen, die die Einhaltung der Normen für die Betriebe und Einrichtungen der Stadt, etwa Brandschutzbestimmungen, kontrollieren. Die Touristendivision verfügt auch über deutschsprachiges Personal.
Offizielle Statistiken zur Kriminalität gibt es in Córdoba nur auf Provinzebene. Im Jahr 2003 wurden in der gesamten Provinz Córdoba 136.892 Delikte gezählt, dies ergibt eine Kriminalitätsrate von etwa 24 Delikten pro 100.000 Einwohner. Unter allen Straftaten waren 139 Tötungsdelikte, die Mordrate liegt bei 4,6 (Totschlag eingeschlossen) pro 100.000 Einwohner. Im Jahr 2007 publizierte die Zeitung La Voz del Interior Zahlen zur Mordrate für die eigentliche Stadt; danach wurden im Jahr 2006 74 Tötungsdelikte in Córdoba gezählt (Mordrate 5,8 / 100.000 Einwohner), von denen nur 26 aufgeklärt werden konnten. Der Wert liegt damit höher als im Provinzdurchschnitt und auch über dem Wert von Buenos Aires (4,6). Das größte Gefängnis des Ballungsraums Córdoba liegt nahe dem Ort Bouwer, etwa 25 Kilometer südlich des Stadtzentrums.
Es gibt einige Gebiete in der Stadt, die in den Medien als sogenannte Rote Zonen bezeichnet werden, um zu signalisieren, dass sie eine deutlich höhere Kriminalitätsrate aufweisen als andere. Die meisten dieser Gebiete liegen an der südlichen Peripherie nahe der Ringautobahn Avenida Circunvalación, vor allem das große Arbeiterviertel Villa El Libertador wird immer wieder als Kriminalitätsschwerpunkt genannt, ebenfalls die großen Elendsviertel im Südwesten (La Tela) und Nordosten (General Savio-La Escuelita). Offizielle statistische Daten zur Verteilung der Delikte auf die Stadtviertel gibt es allerdings bisher keine.

## Sport

### Fußball

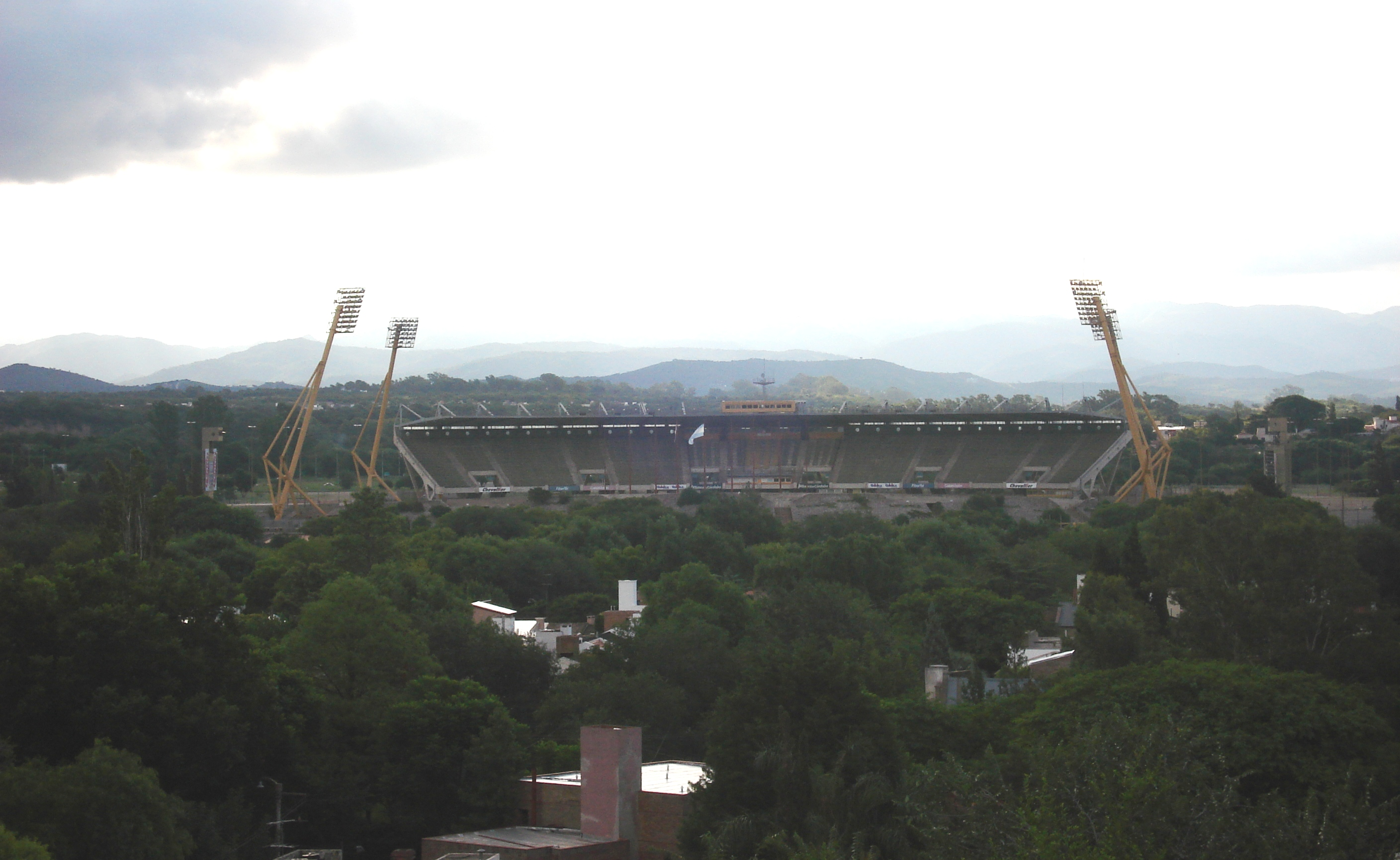
Das Estadio Córdoba, auch Chateau genannt

Die populärste Sportart in Córdoba ist wie in ganz Argentinien Fußball. Es wird außer auf den offiziellen Sportplätzen auf unzähligen Bolzplätzen und auf der Straße gespielt.
Es gibt vier Profi-Vereine, die jeweils aus verschiedenen Stadtvierteln stammen und somit eine bestimmte sozio-ökonomische Schicht repräsentieren. Seit der Saison 2011 spielt Club Atlético Belgrano aus dem Arbeiterviertel Alberdi in der ersten Liga Primera División. Talleres aus dem von der Mittelschicht geprägten Barrio Jardín (Gartenviertel) gilt als Erzrivale von Belgrano. Der Verein spielt zurzeit außerdem in der ersten Liga (Primera División) und kann einen internationalen Erfolg aufweisen: den Gewinn der südamerikanischen Copa Conmebol 1999. Seit dem Wiederaufstieg in der Saison 2015/16 konnte sich Talleres in der Saison 2017/18 für die Copa Libertadores 2018, den größten südamerikanischen Fußballwettbewerb qualifizieren, weil er die Saison mit Platz 5 beendeten. Außerdem ist Instituto Atlético Central Córdoba aus dem Viertel Alta Córdoba zu nennen, das ebenfalls in der Nacional B spielt. Belgrano, Talleres und Instituto waren bisher mehrmals erstklassig.
In der vierten Liga, dem Torneo Argentino B, spielt der Verein Racing de Nueva Italia, dessen Fans mit Instituto rivalisieren. In der gleichen Liga spielt mit General Paz Juniors die einzige Profimannschaft der Stadt aus einem Viertel der Oberschicht. Neben diesen im landesweiten Ligasystem aktiven Vereinen und weiteren im Torneo Argentino C (5. Liga) gibt es zahlreiche Stadtteilklubs, die im Ligensystem der Provinz Córdoba spielen.
Das größte Fußballstadion ist das 1978 zur Weltmeisterschaft erbaute Estadio Mario Alberto Kempes (früher Estadio Córdoba) im Parque San Martín, das nach dem benachbarten Schloss Chateau Carreras auch Chateau genannt wird. Es hat nach einer Erweiterung im Jahr 2011 eine Kapazität von 57.000 Zuschauern und gehört damit zu den größten Sportstadien Argentiniens. Weitere große Stadien sind das von Instituto genutzte Estadio Presidente Juan Domingo Perón in Alta Córdoba (30.000 Zuschauer) und das von Belgrano betriebene Estadio Julio César Villagra (auch bekannt als Gigante de Alberdi, 28.000). Das Estadio Boutique de Barrio Jardín von Talleres wird wegen seiner geringen Kapazität (16.500) in der Regel nur bei wenig bedeutenden Spielen genutzt, ansonsten spielt Talleres im Estadio Kempes.
Im Estadio Córdoba fand bei der Fußball-WM am 21. Juni 1978 das bisher letzte Spiel im Rahmen einer Welt- oder Europameisterschaft statt, bei dem die österreichische Fußballnationalmannschaft die deutsche Nationalmannschaft besiegte; das Spiel endete 3:2. „Córdoba“ wird in Österreich seitdem als Synonym für Erfolg im Fußball verwendet, in Deutschland gilt die Schmach von Córdoba (in Österreich Wunder von Córdoba) dagegen als schlimme Niederlage. Zudem schied die deutsche Nationalmannschaft als amtierender Weltmeister durch die Niederlage aus dem Turnier aus.

### Andere Sportarten

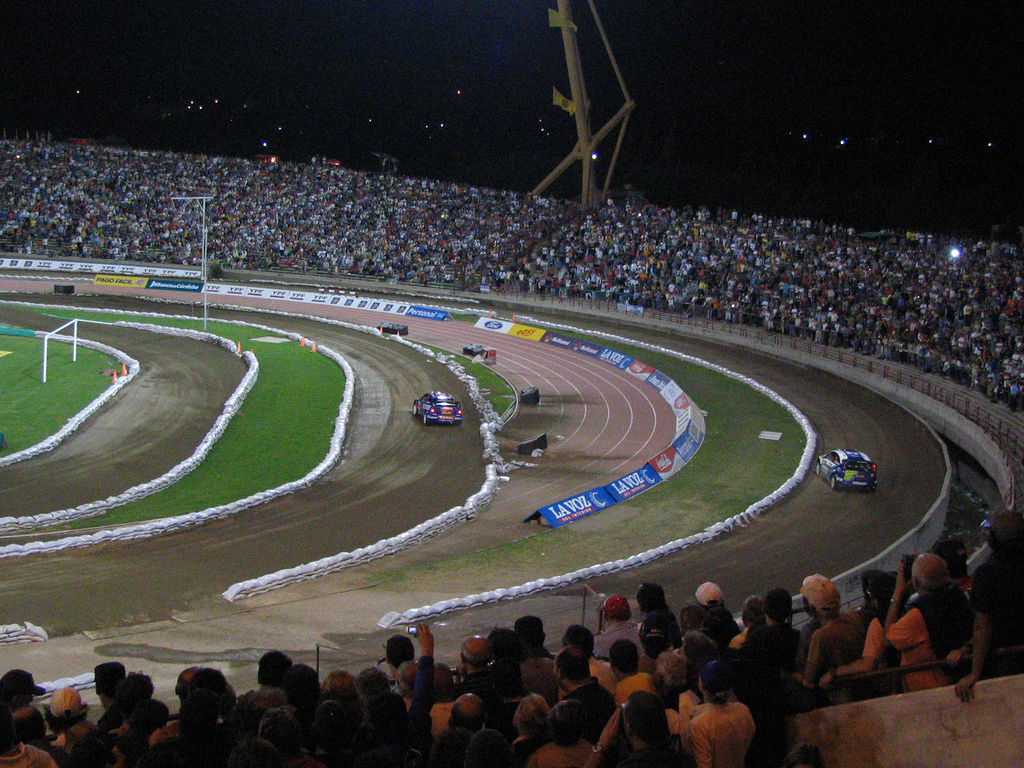
Rallye-Sonderveranstaltung im Stadion Chateau Carreras, 2006

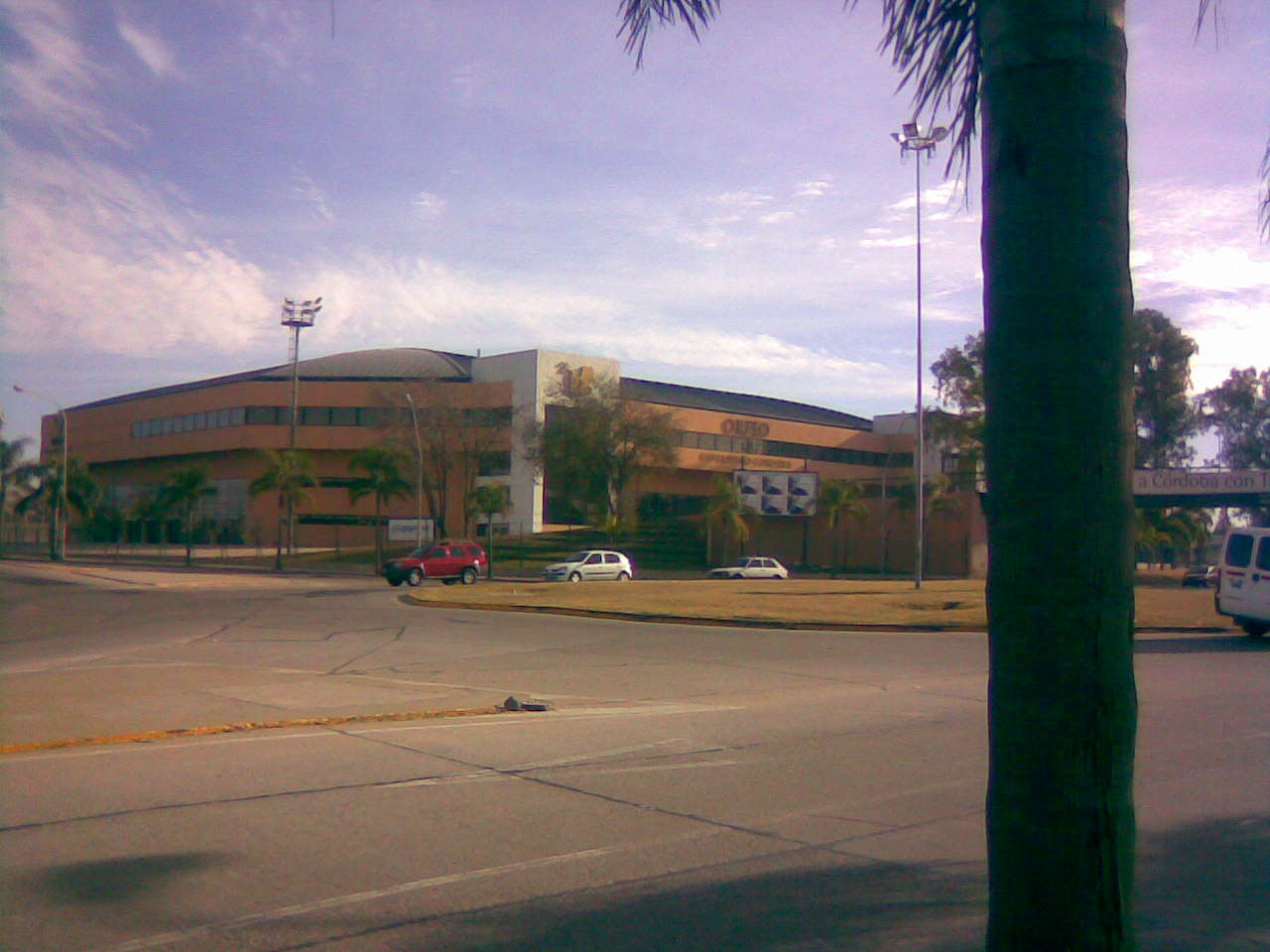
Das Hallenstadion Orfeo Superdomo

Im Basketball residiert in Córdoba der Rekordmeister der argentinischen Liga, Atenas (bisher 8 Titel seit 1987). Er gilt als einer der besten Vereine der Welt außerhalb der US-amerikanischen NBA und gewann bisher sechsmal eine südamerikanische Meisterschaft.
Tennis ist ein beliebter Sport in der Mittel- und Oberschicht der Stadt. Der Profi David Nalbandian, der in der Weltrangliste zeitweise in den Top 10 stand und damit der bestplatzierte Argentinier war, kommt aus dem Cordobeser Vorort Unquillo. Außerdem ist in dieser sozialen Klasse Hockey besonders bei Mädchen und jungen Frauen sehr beliebt.
Pferdesportarten wie Pferderennen und Polo sind in Córdoba weit weniger beliebt als in Buenos Aires. Nur etwa zehnmal im Jahr wird ein Rennen im Hipódromo, der Pferderennbahn in Barrio Jardín im Süden der Stadt ausgetragen. Polo-Turniere im Raum Córdoba gehören den niedrigeren Spielklassen an und werden in der Regel nur vor kleinem Publikum ausgetragen.
Relativ beliebt ist dagegen Boxen. Die Kämpfe werden meist im Hallenstadion Orfeo Superdomo im Nordwesten der Stadt ausgetragen. Der bekannteste Boxer ist Fabio Moli (Schwergewicht), bekannt als „La Mole“. Moli wurde in Deutschland im Jahr 2003 bekannt, da er bei einem Kampf gegen Wladimir Klitschko schon nach 109 Sekunden in der ersten Runde k.o. geschlagen wurde.

## Persönlichkeiten
In Córdoba wurden zahlreiche berühmte Argentinier geboren. Daneben haben viele Politiker und Wissenschaftler, insbesondere in der Kolonialzeit und im 19. Jahrhundert, an der Universität von Córdoba studiert, die lange Zeit die größte und bedeutendste des Landes war.
Söhne und Töchter der Stadt:
- Horacio José Álvarez (* 1957), römisch-katholischer Geistlicher, Weihbischof in Córdoba
- Marcelo Álvarez (* 1962), Opernsänger
- Roberto Álvarez (* 1968), römisch-katholischer Geistlicher, Bischof von Rawson
- Alberto Ammann (* 1978), Schauspieler
- Osvaldo Ardiles (* 1952), Fußballspieler
- Jorge Arduh (* 1923), Tango-Musiker und Komponist
- Facundo Argüello (* 1992), Tennisspieler
- Jeremías Azaña (* 2000), Squashspieler
- Georgina Bardach (* 1983), Schwimmerin
- Lucas Beltrán (* 2001), argentinisch-italienischer Fußballspieler
- Eduardo Bengoechea (* 1959), Tennisspieler
- Agustín Bernasconi (* 1996), Sänger und Schauspieler
- Héctor Bianciotti (1930–2012), Schriftsteller
- Efraín Bischoff (1912–2013), Schriftsteller und Geschichtswissenschaftler
- Rodrigo Alejandro Bueno (1973–2000), Cuarteto-Sänger mit dem Beinamen „El Potro“
- Jorge Calvo (1961–2023), Paläontologe
- Arturo Capdevila (1889–1967), Schriftsteller und Dichter
- Danilo Carando (* 1988), Fußballspieler
- Celia Caturelli (* 1953), Bildende Künstlerin
- Juan Caviglia (1929–2022), Turner
- Miguel Juárez Celman (1844–1909), Präsident von Argentinien zwischen 1886 und 1890
- Roberto Damián Colautti (* 1982), israelischer Fußballspieler
- Fabricio Coloccini (* 1982), Fußballspieler
- Héctor Colomé (1944–2015), Schauspieler
- Román Antonio Deheza (1791–1872), General und Gouverneur
- Santiago Derqui (1809–1867), Präsident von Argentinien zwischen 1860 und 1861
- Sofía Dragonetti (* 1993), Handballspielerin
- Clarisa Fernández (* 1981), Tennisprofi
- Juan Filloy (1894–2000), Schriftsteller
- Facundo Gambandé (* 1990), Schauspieler, Sänger und Tänzer
- Minino Garay (* 1968), Jazz-Schlagzeuger und Perkussionist
- Agustina García (* 1981), Hockeyspielerin
- Sofía Gatica (* 1967), Umweltaktivistin, Trägerin des Goldman Environmental Price 2012
- Deán Gregorio Funes (1749–1829), Geistlicher und Politiker, Mitglied der ersten Junta 1810
- Pedro Giraudo (* 1977), Jazz- und Tangomusiker
- Raúl Giró, Jazz- und Tangomusiker
- Javier Girotto (* 1965), Jazzmusiker
- Gerardo Di Giusto (* 1961), Komponist und Pianist
- Esteban González (* 1978), Fußballspieler und -trainer
- Gabriela González (* 1965), Physikerin
- Gustavo Gotti (* 1993), Fußballspieler
- Paulina Gramaglia (* 2003), Fußballspielerin
- Mario Griguol (* 1937), Fußballspieler
- Cástulo Guerra (* 1945), Schauspieler
- Juan Hohberg (1926/27–1996), argentinisch-uruguayischer Fußballspieler und -trainer
- Irmgard Hoffmann (1911–nach 1961), deutsche Schauspielerin
- Julieta Jankunas (* 1999), Hockeyspielerin
- „La Mona“ (Carlos Jiménez) (* 1951), Sänger
- Manolo Juárez (1937–2020), Komponist
- Luis Juez (* 1963), Politiker, Bürgermeister von Córdoba
- Malena Kuss (* 1940), Musikwissenschaftlerin
- José Luis Leyva (* 1962), Fußballspieler
- Luis Lima (* 1948), Opernsänger
- Juan Ignacio Londero (* 1993), Tennisspieler
- Víctor Rubén López (* 1978), Fußballspieler
- Raul Maldonado (* 1975), Fußballspieler
- Vernon De Marco (* 1992), slowakisch-argentinischer Fußballspieler
- Gonzalo Damian Marronkle (* 1984), Fußballspieler
- Enrique Martínez Ossola (* 1952), römisch-katholischer Geistlicher, Weihbischof in Santiago del Estero
- Juan Carlos Menseguez (* 1984), Fußballspieler (bis 2007 beim VfL Wolfsburg)
- Tununa Mercado (* 1939), Schriftstellerin und Journalistin
- Giuliano Modica (* 1991), Fußballspieler
- Diana Mondino (* 1958), Ökonomin und Politikerin
- Cande Moreno (* 2000), andorranische Skirennläuferin
- Alejandro Musolino (* 1971), römisch-katholischer Ordensgeistlicher, Weihbischof in Córdoba
- Carlos José Ñáñez (* 1946), katholischer Erzbischof von Córdoba
- Fernando Nicolás Oliva (* 1971), Fußballspieler
- Erik Oña (1961–2019), Komponist, Dirigent und Musikpädagoge
- Ciriaco Ortiz (1905–1970), Bandoneonist, Bandleader und Tangokomponist
- Raúl Páez (* 1937), Fußballspieler
- Joaquín Panichelli (* 2002), Fußballspieler
- Javier Pastore (* 1989), Fußballspieler
- Ariana Paulina-Carabajal (* 1977), Wirbeltier-Paläontologin und Paläoneurologin
- Cristian Pavón (* 1996), Fußballspieler
- José María Paz (1791–1854), General in den Unabhängigkeitskriegen
- Gabriel Pérez (* 1964), Jazzmusiker und Komponist
- Carla Peterson (* 1974), Schauspielerin
- Óscar Pezoa (1933–2023), Radrennfahrer
- Abel Posse (1934–2023), Schriftsteller und Diplomat
- Florencia Quiñones (* 1986), Fußball- und Futsalspielerin
- Ana-Maria Rizzuto (* 1932), Psychoanalytikerin
- Catalina de María Rodríguez (1827–1896), römisch-katholische Ordensfrau und Gründerin der Kongregation der Hermanas Esclavas del Corazón de Jesús (Dienerinnen des Herzen Jesu)
- Raúl Rodríguez (1915–1977), Boxer
- Cristian Romero (* 1998), Fußballspieler
- Eduardo Romero (1954–2022), Profigolfer
- Ángel Sixto Rossi (* 1958), katholischer Ordensgeistlicher, Erzbischof von Córdoba und Kardinal
- José Ángel Rovai (1936–2024), römisch-katholischer Bischof von Villa María
- Fernando de la Rúa (1937–2019), argentinischer Politiker (UCR) und Präsident von Argentinien (1999–2001)
- Rubén Darío Ruiz Mainardi (* 1964), römisch-katholischer Geistlicher, Erzbischof und Diplomat des Heiligen Stuhls
- Pedro Salas (1923–2000), Radrennfahrer
- Imanol Salazar (* 2003), Volleyballspieler
- Antonio Seguí (1934–2022), Maler und Bildhauer
- José Manuel de la Sota (1949–2018), Politiker (PJ)
- José Shaffer (* 1985), Fußballspieler
- Hans Siewert (1872–1941), deutscher Apotheker, Opernsänger und Regisseur
- Silvana Suárez (* 1958), Model (Miss World 1979)
- Alicia Terzian (* 1934), Komponistin
- Pedro Javier Torres (* 1960), katholischer Geistlicher, Bischof von Rafaela
- Manuel Trajtenberg (* 1950), israelischer Wirtschaftswissenschaftler und Politiker
- Jorge Uliarte (* 1962), Dirigent
- Ernesto Garzón Valdés (1927–2023), Rechts- und Politikwissenschaftler
- Carlos Wetzell (1890–1973), deutscher Jurist und Industriemanager
- Hugo Wast (1883–1962), Schriftsteller
- Roberto Yanés (1932–2019), Sänger